# Riga
Riga (in lettone Rīga) è la capitale della Lettonia. Situata sul Mar Baltico alla foce del fiume Daugava, è la città più grande dei Paesi baltici ed è uno dei principali centri culturali, politici ed economici della regione.
Antico centro della lega anseatica, la città è gemellata con Firenze e Brema. Nel 2001 ha ospitato il Mese culturale europeo assieme a Basilea, mentre nel 2014 è stata Capitale europea della cultura affiancata alla svedese Umeå.

## Geografia fisica

### Clima
Il clima di Riga è di tipo continentale umido. I mesi più freddi sono gennaio e febbraio, con una temperatura media di −5 °C che scende fino a −20 °C nei giorni più freddi. La vicinanza al mare causa nel periodo autunnale frequenti rovesci e nebbia. La stagione estiva è calda e umida, la temperatura media può andare dai 18 °C ai 30 °C.
| Riga (1981-2010) Fonte:      | Mesi         | Mesi         | Mesi         | Mesi         | Mesi        | Mesi        | Mesi        | Mesi        | Mesi        | Mesi        | Mesi         | Mesi         | Stagioni | Stagioni | Stagioni | Stagioni | Anno  |
| Riga (1981-2010) Fonte:      | Gen          | Feb          | Mar          | Apr          | Mag         | Giu         | Lug         | Ago         | Set         | Ott         | Nov          | Dic          | Inv      | Pri      | Est      | Aut      | Anno  |
| ---------------------------- | ------------ | ------------ | ------------ | ------------ | ----------- | ----------- | ----------- | ----------- | ----------- | ----------- | ------------ | ------------ | -------- | -------- | -------- | -------- | ----- |
| T. max. media (°C)           | −0,5         | −0,4         | 4,0          | 11,1         | 17,3        | 20,3        | 22,9        | 22,0        | 16,5        | 10,5        | 4,1          | 0,6          | −0,1     | 10,8     | 21,7     | 10,4     | 10,7  |
| T. media (°C)                | −2,7         | −3,0         | 0,5          | 6,3          | 12,0        | 15,4        | 18,2        | 17,3        | 12,4        | 7,3         | 2,1          | −1,5         | −2,4     | 6,3      | 17,0     | 7,3      | 7,0   |
| T. min. media (°C)           | −5,0         | −5,7         | −2,6         | 2,0          | 7,1         | 10,9        | 13,7        | 13,0        | 8,7         | 4,6         | 0,1          | −3,6         | −4,8     | 2,2      | 12,5     | 4,5      | 3,6   |
| T. max. assoluta (°C)        | 10,2 (2007)  | 13,6 (1990)  | 20,5 (1968)  | 27,9 (2000)  | 30,5 (1886) | 34,0 (1988) | 34,5 (1885) | 33,9 (1936) | 29,4 (1992) | 23,4 (1966) | 17,2 (1968)  | 11,8 (2015)  | 13,6     | 30,5     | 34,5     | 29,4     | 34,5  |
| T. min. assoluta (°C)        | −33,7 (1970) | −34,9 (1956) | −30,3 (1942) | −13,1 (1942) | −5,5 (1941) | −2,3 (1941) | 4,0 (1968)  | −0,5 (2003) | −4,1 (1996) | −9,5 (1912) | −20,5 (1890) | −31,9 (1978) | −34,9    | −30,3    | −2,3     | −20,5    | −34,9 |
| Nuvolosità (okta al giorno)  | 8,3          | 7,6          | 6,7          | 6,1          | 5,6         | 6,3         | 6,0         | 6,1         | 6,6         | 7,0         | 8,2          | 8,1          | 8,0      | 6,1      | 6,1      | 7,3      | 6,9   |
| Precipitazioni (mm)          | 39           | 32           | 35           | 34           | 48          | 70          | 82          | 76          | 71          | 74          | 58           | 50           | 121      | 117      | 228      | 203      | 669   |
| Giorni di pioggia            | 11           | 8            | 11           | 12           | 13          | 14          | 14          | 14          | 16          | 17          | 17           | 12           | 31       | 36       | 42       | 50       | 159   |
| Giorni di neve               | 16           | 15           | 11           | 4            | 0,2         | 0,0         | 0,0         | 0,0         | 0,2         | 2,0         | 8,0          | 16,0         | 47,0     | 15,2     | 0,0      | 10,2     | 72,4  |
| Giorni di nebbia             | 2            | 3            | 3            | 3            | 3           | 3           | 4           | 4           | 4           | 3           | 4            | 4            | 9        | 9        | 11       | 11       | 40    |
| Umidità relativa media (%)   | 86           | 83           | 79           | 72           | 69          | 73          | 74          | 76          | 80          | 84          | 87           | 88           | 85,7     | 73,3     | 74,3     | 83,7     | 79,3  |
| Ore di soleggiamento mensili | 31           | 63           | 126          | 182          | 264         | 287         | 264         | 230         | 154         | 93          | 39           | 24           | 118      | 572      | 781      | 286      | 1 757 |
| Vento (direzione-m/s)        | S 4,4        | S 4,0        | S 3,9        | N 3,7        | N 3,5       | N 3,4       | S 3,2       | S 3,2       | S 3,5       | S 3,9       | S 4,2        | S 4,3        | 4,2      | 3,7      | 3,3      | 3,9      | 3,8   |

## Storia

Bandiera di Riga, città anseatica

La città di Riga fu fondata il 18 agosto 1201 dal vescovo tedesco Albrecht von Buxthoeven, giunto da Brema per evangelizzare e germanizzare la Livonia, regione abitata da popolazioni baltiche di religione pagana. La città conobbe nel corso del XIII secolo un periodo di grande splendore, grazie all'entrata nella lega anseatica.

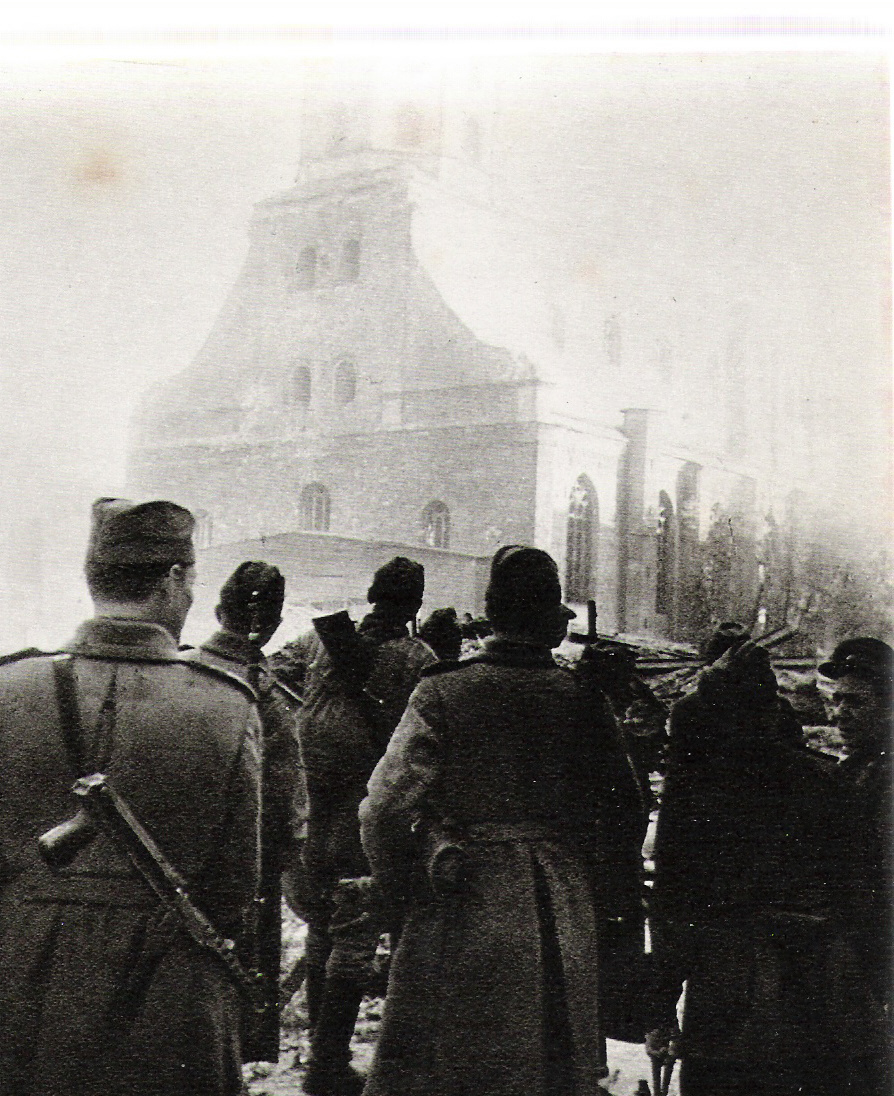
I soldati sovietici entrano a Riga il 15 ottobre 1944.

Nel proprio piano di espansione il clero tedesco fu supportato dall'ordine dei Cavalieri Portaspada prima e dall'Ordine di Livonia poi, fino a controllare da Riga l'intero territorio che corrisponde all'odierna Lettonia.
Ben presto però le fazioni germaniche entrarono in competizione fra loro per il dominio sulla regione e finirono coll'indebolirsi a vicenda. Successivamente la città appartenne agli svedesi dal 1621 al 1710, quindi fu conquistata dalla Russia in seguito a un'aspra guerra. L'importanza di Riga per l'impero zarista crebbe col tempo, fino a diventare uno dei principali porti della Russia. In questo periodo di grandi migrazioni interne i tedeschi finirono col diventare una minoranza nei confronti di russi e lettoni, ma riuscirono a mantenere le posizioni sociali e politiche di maggior prestigio. 

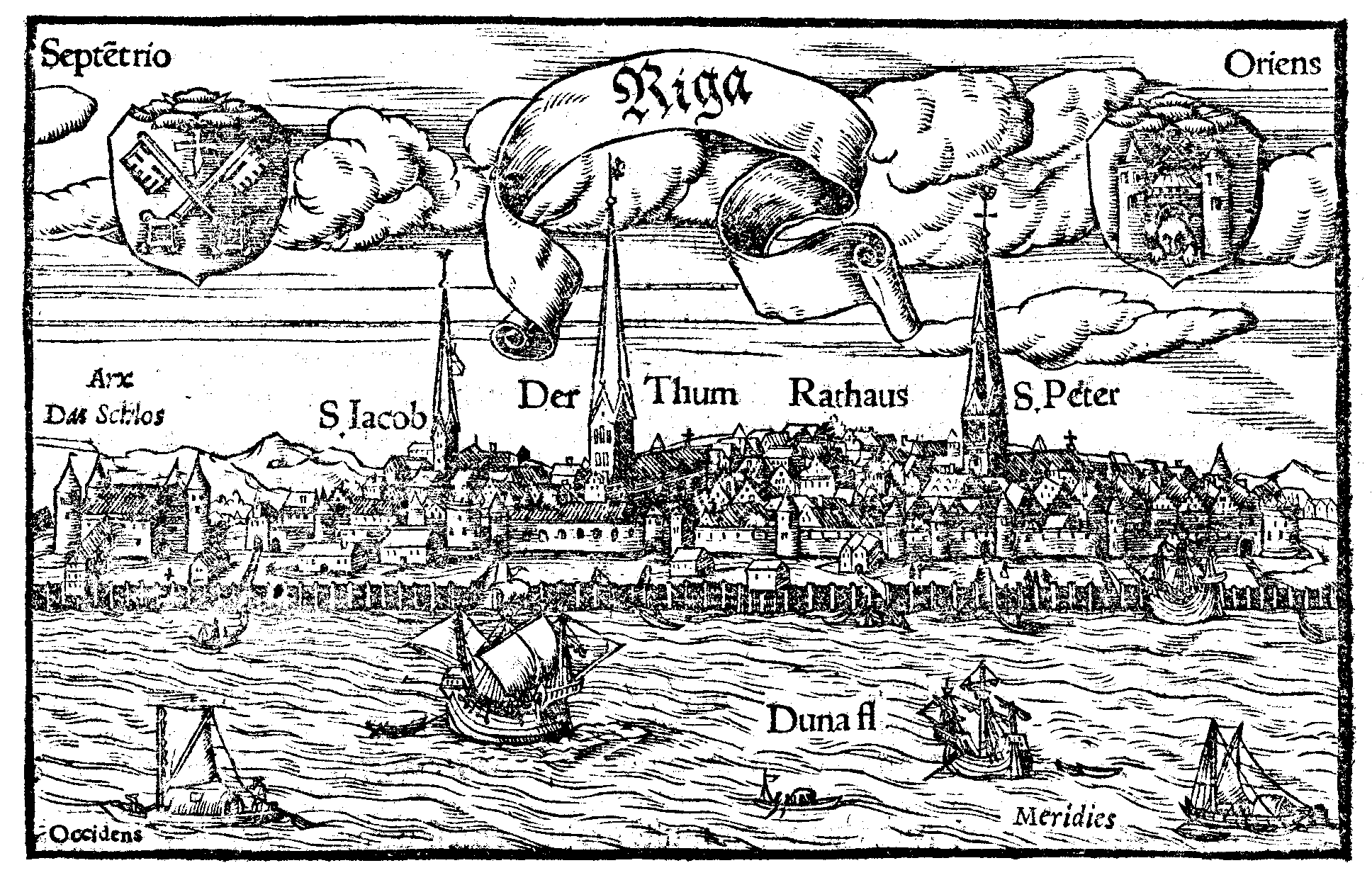
Riga nel 1575

Nel 1867 la popolazione di Riga era costituita al 42,9% da tedeschi e la lingua ufficiale dell'amministrazione della città rimase il tedesco fino all'adozione, nel 1891, del russo come lingua ufficiale di tutti i Governatorati baltici nell'ottica del processo di russificazione intentato dall'Impero russo. Solamente nel 1918 il lettone divenne lingua ufficiale in seguito alla dissoluzione dell'impero zarista e all'indipendenza della Lettonia. Riga divenne capitale della neonata repubblica indipendente della Lettonia, di cui ha seguito le sorti (occupazione sovietica nel 1940, occupazione tedesca e devastazione bellica dal 1941 al 1944). Riga venne occupata definitivamente dall'Armata Rossa il 15 ottobre 1944 durante l'offensiva del Baltico.
Nel periodo della seconda guerra mondiale l'intera popolazione ebraica della città di oltre 30 000 persone fu rinchiusa nel ghetto di Riga e progressivamente annientata già nel 1941 in eccidi nella vicina foresta di Rumbula. Il ghetto fu in seguito ripopolato con circa 16 000 ebrei provenienti da Germania, Austria e Boemia, che furono anch'essi massacrati nel corso del 1943. Riga fu sede anche di un campo di concentramento nazista - il campo di lavoro di Riga-Kaiserwald (Mežaparks) - attivo dal marzo 1943 al 6 agosto 1944 e in cui furono imprigionate approssimativamente ventimila persone.
Dopo la seconda guerra mondiale, Riga rimase parte dell'URSS, riguadagnando l'indipendenza nel 1991 come capitale del nuovo stato della Lettonia.

## Monumenti e luoghi d'interesse

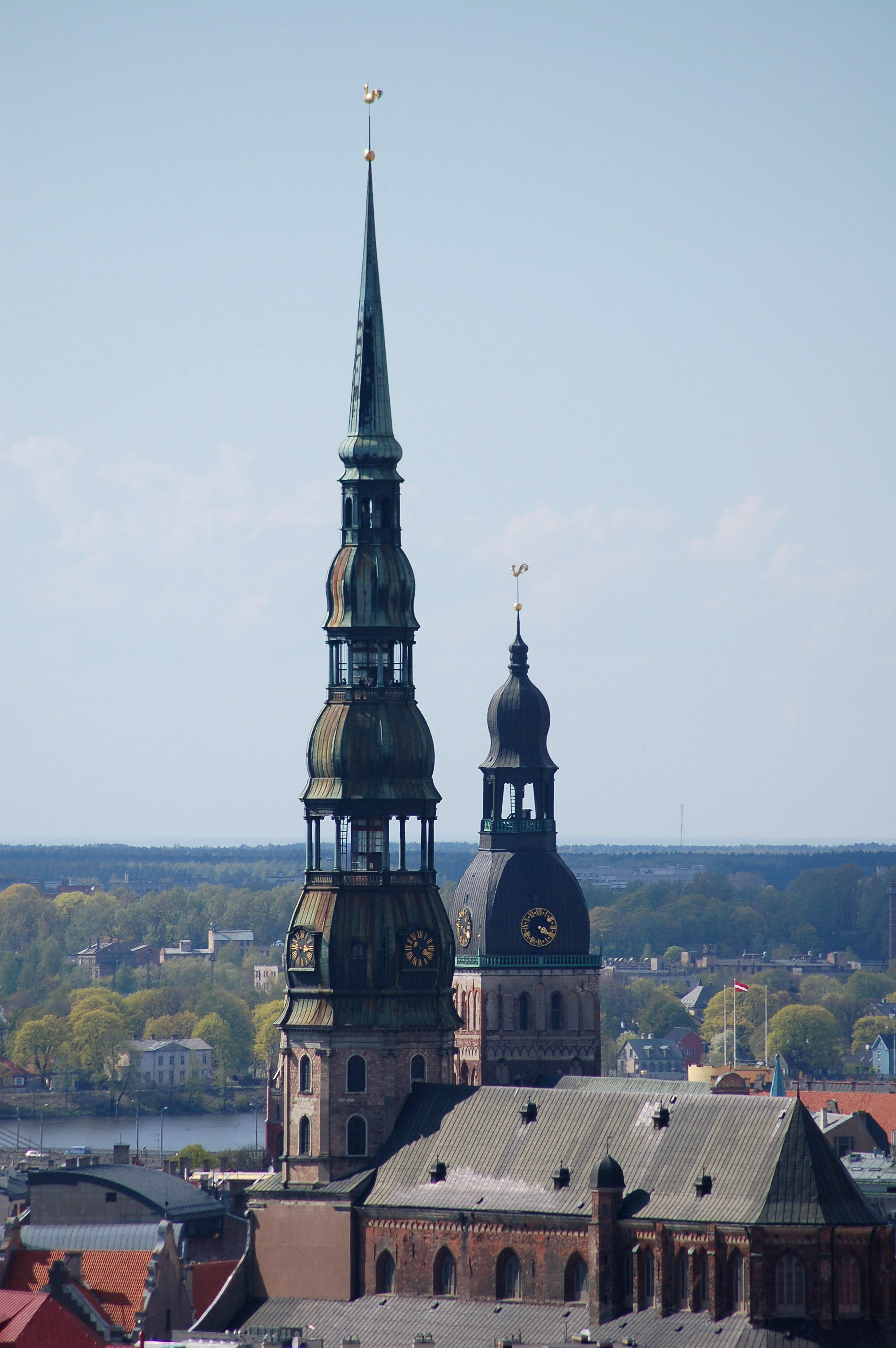
La Chiesa di San Pietro e il Duomo

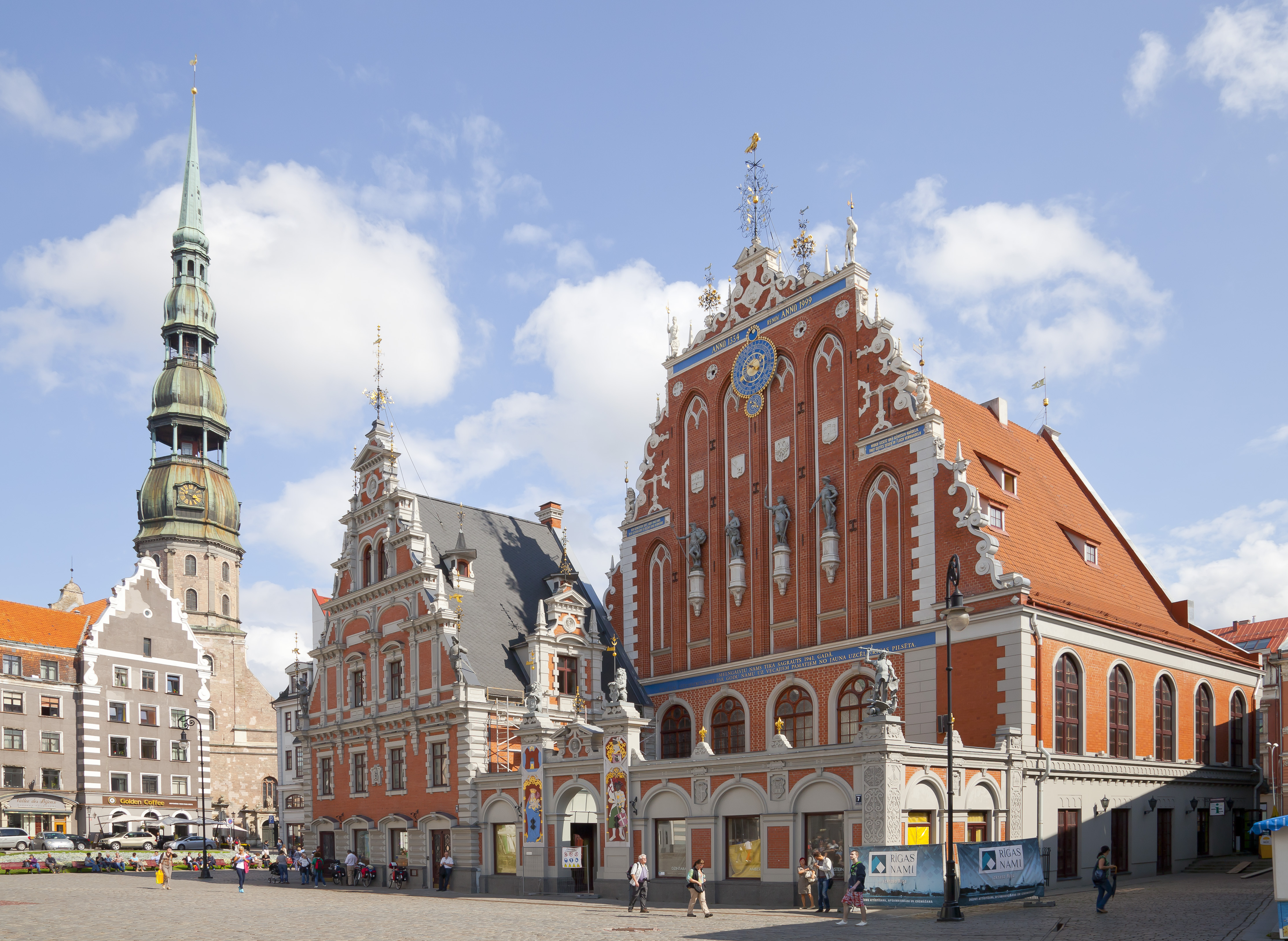
La centrale Piazza del Municipio con la Casa delle Teste Nere e San Pietro

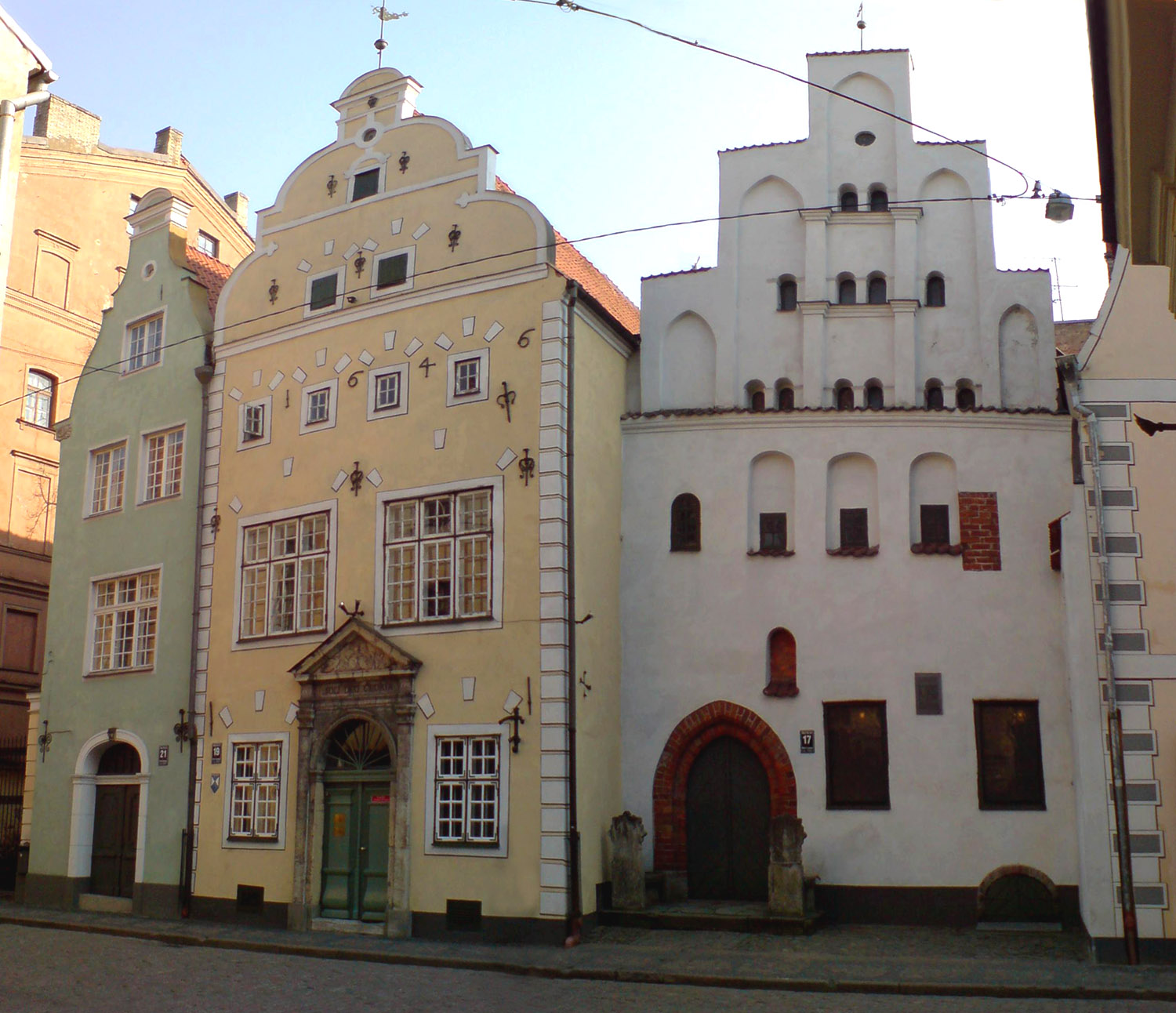
I Tre Fratelli

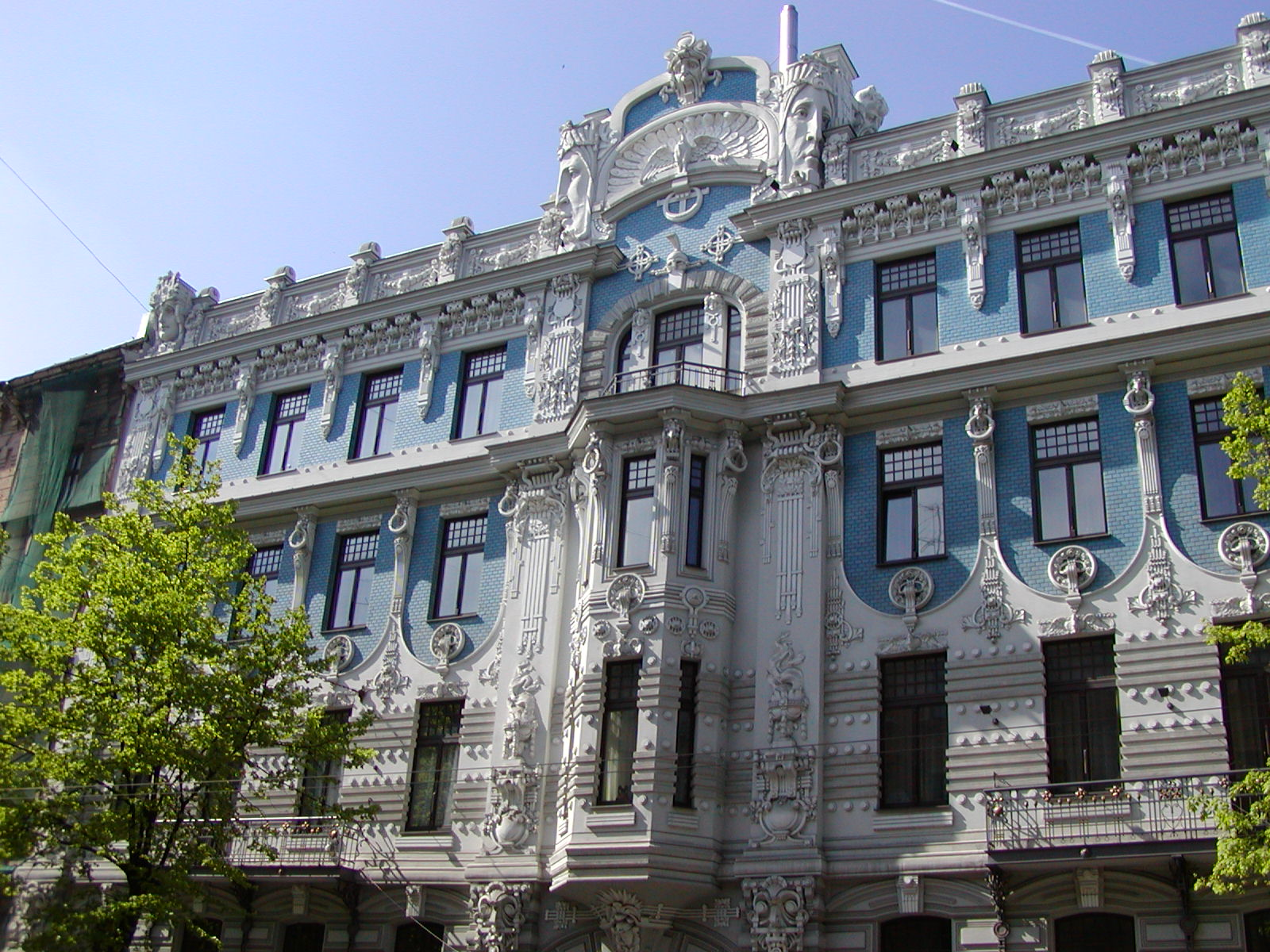
Elizabetes iela 10b

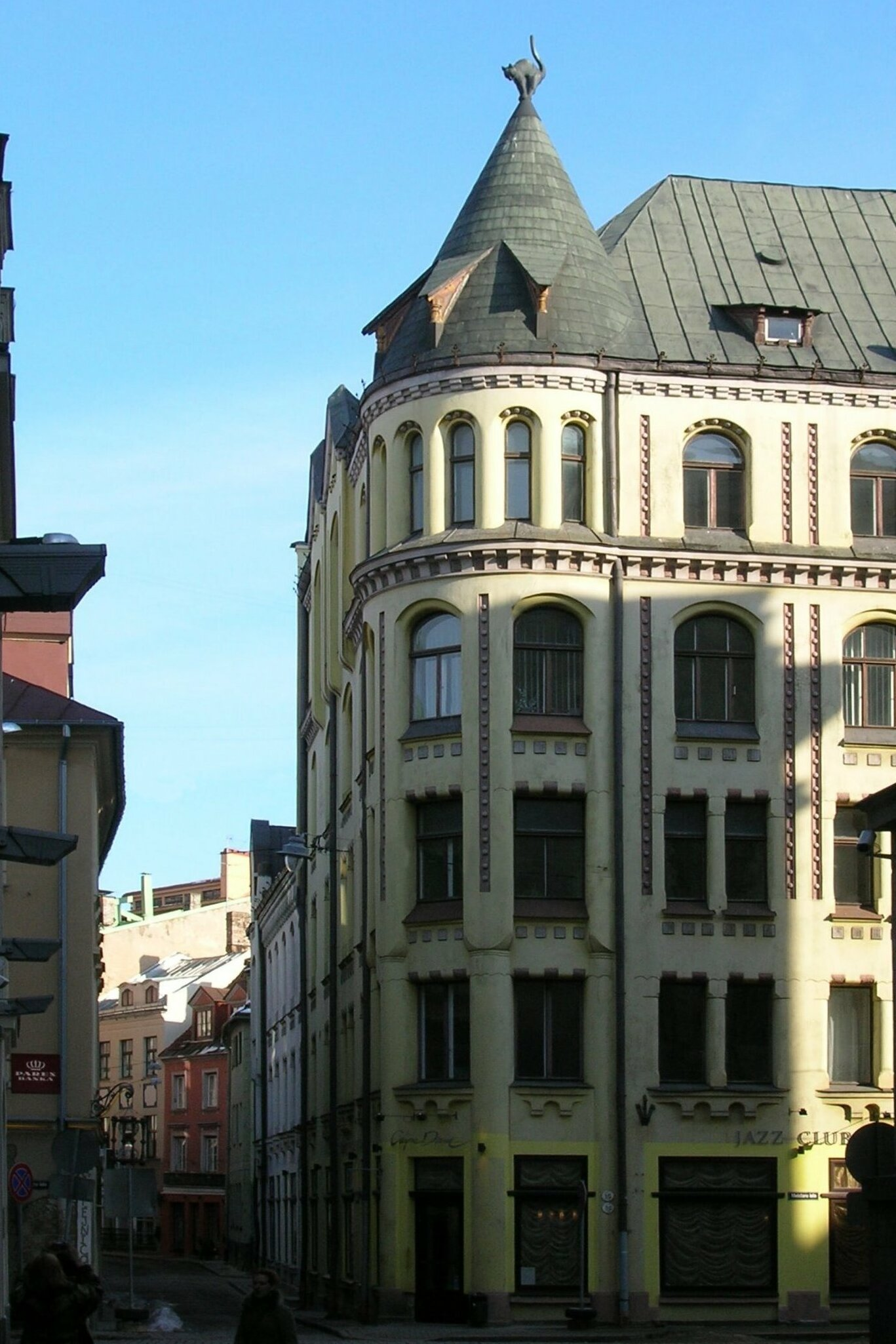
La Casa del Gatto

Nel 1997 il centro storico di Riga è stato inserito dall'UNESCO nell'elenco dei Patrimoni dell'umanità, in virtù dei suoi oltre 800 edifici Art Nouveau (lo Jugendstil tedesco) e per l'architettura in legno del XIX secolo. Come si legge nella motivazione, il centro storico di Riga, pur mantenendo relativamente intatto il tessuto urbano medievale e delle epoche successive, vanta una tale qualità e quantità di edifici Art Nouveau che non ha paragoni al mondo. Una distinzione importante va comunque operata fra il centro storico (Vecriga) di stampo medievale, che si sviluppa attorno alla chiesa di San Pietro, e il cosiddetto Centrs, ovvero la zona edificata fra la fine del XIX e l'inizio del XX secolo. I turisti sono tornati a chiamare Riga "la Parigi del Nord" per le sue numerose attrazioni turistiche e per i caffè all'aperto.
- Il Duomo di Riga (in lettone Rīgas Doms) è il principale luogo di culto evangelico luterano della città e la più grande chiesa medioevale dei Paesi Baltici.
- Il Castello di Riga è la residenza ufficiale del Presidente della Repubblica lettone.
Originariamente il Castello ospitava il Gran Maestro dell'Ordine Livoniano. Attualmente è anche sede del Museo di Arte Straniera e del Museo di Storia della Lettonia.
- La Chiesa di San Pietro fu costruita nel XIII secolo e venne gravemente danneggiata nel corso del secondo conflitto mondiale.
Dalla terrazza del campanile è possibile dare uno sguardo a 360° gradi alla città anseatica.
- Cattedrale di San Giacomo è la chiesa cattolica più grande della città e sede dell'Arcidiocesi di Riga.
- Casa delle Teste Nere
La Casa delle Teste Nere (in lettone Melngalvju nams) è uno degli edifici più noti della Città Vecchia. Sorge sulla centrale "Piazza del Municipio". Eretta nella prima metà del XIV secolo, venne più volte rimaneggiata nei secoli successivi. Nel 1886 gli ultimi lavori la trasformarono in una casa barocca. Inizialmente diverse corporazioni della città la utilizzarono come loro sede ma ben presto divenne il ritrovo dei mercanti celibi il cui patrono era San Maurizio, originario del Nord Africa, e per questo raffigurato all'ingresso con la pelle scura. Gli affiliati vennero chiamati quindi Teste Nere e la casa che li ospitava con il tempo si chiamò la Casa delle Teste Nere. Il 28 giugno 1941, durante la seconda guerra mondiale, la Casa delle Teste Nere fu bombardata dai tedeschi, e rasa completamente al suolo dai sovietici nel 1948. I lavori per riportare l'edificio al suo originale splendore furono eseguiti dal 1995 al 1999.
- Statua di Rolando.
Nella "Piazza del Municipio", di fronte alla Casa delle Teste Nere, si erge la statua di Rolando. In diverse città della Germania nel XIV secolo furono erette delle statue in onore di Rolando, difensore degli accusati e giusto giudice. La punta della spada di Rolando è il punto da cui vengono calcolate le distanze da Riga di tutte le altre città e paesi della Lettonia.
- I Tre Fratelli.
In realtà sono tre case affiancate in Maza Pils iela. La casa al numero civico 17 è la più antica casa in muratura della Lettonia e risale al Quattrocento, la seconda, al numero civico 19, ospita attualmente il museo lettone di architettura, mente l'ultima, la più recente, venne innalzata nel diciassettesimo secolo e corrisponde al numero civico 21.
- Torre delle Polveri.
Gli svedesi nel 1330 edificarono delle fortificazioni attorno alla Città Vecchia a scopo difensivo. Diverse torri e porte erano integrate nel sistema difensivo della città. Delle numerose torri è sopravvissuta fino ai nostri giorni solamente la Torre delle Polveri così chiamata perché nel XVII secolo divenne deposito di polvere da sparo. Dal 1919 ospita un museo militare.
- Porta Svedese.
Costruita durante il periodo della dominazione svedese è l'unica porta rimasta della Città Vecchia.
- Edifici Art Nouveau.
La città di Riga vanta una notevole quantità di edifici in stile Art Nouveau, che furono eretti nel periodo tra la fine del XIX secolo e il 1914 principalmente per opera del celebre architetto Michail Ėjzenštejn (1867-1921) padre del regista Sergej Ėjzenštejn. Tali edifici, che sono concentrati in un quartiere ben definito della città moderna, sono stati dichiarati nel 1997 - unitamente al centro storico di Riga - Patrimonio Mondiale dell'Umanità da parte dell'UNESCO. L'Art Nouveau s'impose in Lettonia (allora parte dell'Impero russo) con un certo ritardo rispetto alle grandi città europee, ma non per questo con meno vigore. In seguito all'abbattimento della cinta di mura medioevale e dei prospicienti sobborghi costituiti da case di legno, l'intera area a nordest del centro storico divenne il gigantesco cantiere della nuova Riga, in cui dozzine di architetti locali contribuirono a creare un armonioso quanto variato susseguirsi di elaborate facciate. L'Art Nouveau righese presenta i tratti comuni a tutti i movimenti contemporanei dell'epoca, ma in particolare dello Jugendstil tedesco, della Secessione austriaca e dell'architettura finno-baltica, fondendoli armoniosamente con le chiare tonalità cromatiche locali. In particolare domina la combinazione di azzurro e bianco, che è anche quella preferita dal principale esponente dell'Art Nouveau righese, l'architetto Ejzenštejn. Se i primi edifici righesi Art Nouveau risalgono solamente al 1899, già nel 1901, in seguito a una grande fiera modellata sull'Esposizione Universale di Parigi dell'anno precedente, il nuovo stile si era imposto definitivamente in città. La via principale lungo la quale si snodano gli edifici dell'Art Nouveau lettone è Alberta iela (in tedesco Albertstraße), situata al centro di una tranquilla ed elegante zona residenziale creata dal nulla al principio del secolo XX e che oggi ospita molte ambasciate. Tra gli edifici di maggior spicco, il palazzo di Alberta iela 2a è un'efficace fusione di neoclassicismo, Art Nouveau e richiami all'Antico Egitto. Notevoli sono la facciata traforata in cima e le due grosse sfingi che vigilano di fronte all'ingresso. Il palazzo fu realizzato nel 1906 su progetto di Ejzenštejn. Elizabetes iela (in tedesco Elisabethstraße) fiancheggia invece in parte un vasto parco ed è la via in cui si trova, al numero 10b, il più celebre palazzo Art Nouveau di tutta Riga. Costruito nel 1903 su disegno dell'immancabile Ejzenštejn, raggruppa tutte le caratteristiche del particolare Jugendstil eclettico righese, a cominciare dall'accostamento di colori azzurro-bianco, dalle figure mitologiche (mascheroni con teste di Medusa) e dalla profusione di aquile, ghirlande ed elmi.
- La Casa del Gatto, un edificio situato nel cuore della città.
L'edificio, in stile Art Nouveau, è uno dei più conosciuti della città. Deve il suo nome a un piccolo gatto scolpito situato sulla punta del tetto che sembra essere avvinghiato sulla costruzione cercando di non cadere. Quest'edificio fu fatto costruire da un ricco commerciante, che vedendosi rifiutare il permesso di entrare a far parte della Camera del Commercio Maggiore (e non potendo quindi godere dei relativi benefici), come segno di spregio, fece mettere sui pinnacoli della costruzione dei gatti tutti orientati con la coda alzata verso la Camera di Commercio Maggiore che si trova proprio di fronte.
- Il Monumento alla Libertà di Riga venne eretto nel 1935 su progetto di Karlis Zale.
Il Monumento è formato da un piedistallo che sorregge una colonna che a sua volta sostiene la statua di una donna. Sul basamento sono collocate diverse statue che raffigurano il Popolo Lettone, il suo lavoro e il suo amore per la Libertà; la donna che innalza le mani al cielo, chiamata affettuosamente Milda dai lettoni, simboleggia la Libertà mentre le tre stelle che regge tra le mani rappresentano le tre regioni storiche della Lettonia, Kurzeme, Vidzeme e Latgale. Durante il periodo dell'Occupazione sovietica portare dei fiori a questo monumento, divenuto simbolo del desiderio di libertà e di indipendenza del popolo lettone, poteva portare all'arresto e alla prigionia nelle prigioni siberiane.[senza fonte] Si può assistere al cambio della guardia ogni ora nel corso della giornata.
- Memoriale dei Tiratori Lettoni.
Monumento eretto in onore dei tiratori scelti lettoni che facevano parte della guardia del corpo di Lenin. Per alcuni questa costruzione è un ricordo dell'occupazione Sovietica mentre per altri è un tributo ai soldati lettoni che parteciparono attivamente alla prima guerra mondiale.[senza fonte]
- Kalnciema iela.
La via si trova nel quartiere Agenskalns, la via principale che connette aeroporto con il centro storico della città. Le costruzioni in legno che risalgano al XIX secolo è un patrimonio architettonico unico in tutta Europa.

## Cultura

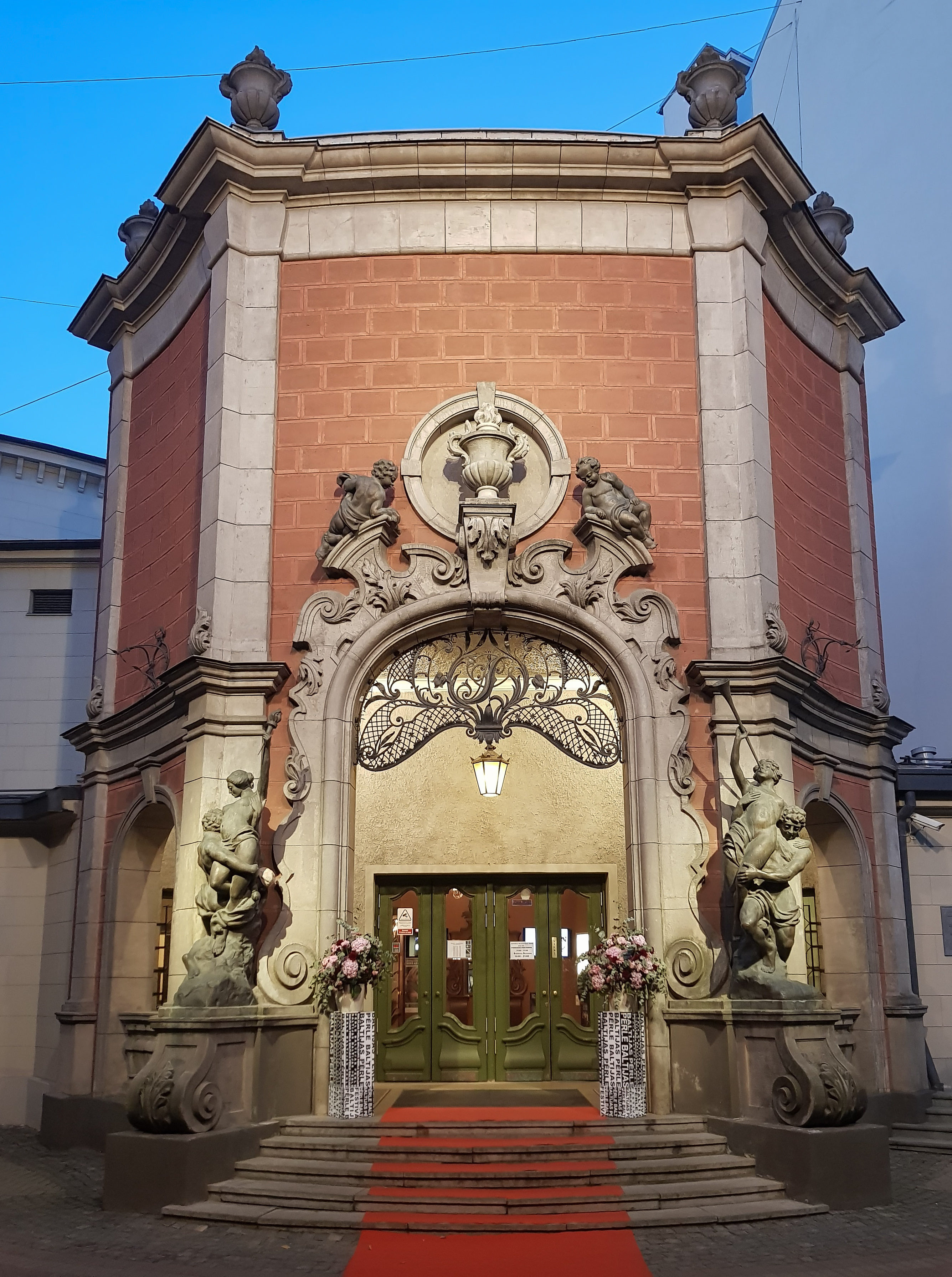
La facciata dello Splendid Palace nel 2017.

- Opera Nazionale Lettone: è il Teatro dell'opera nazionale lettone. Ospita ogni estate il Riga Opera Festival.
- Teatro Nazionale Lettone: eretto fra il 1899 e il 1902 in stile storicista, che vide la proclamazione dell'indipendenza della Lettonia nel 1918. Ospita l'omonima istituzione, fondata dallo scrittore lettone Jānis Akuraters nel 1919.
- Splendid Palace: cine-teatro del 1923.

### Musei
- Il museo dell'occupazione della Lettonia è un museo situato nel centro storico di Riga. Esso ripercorre i 51 anni di occupazione della Lettonia (dal 1940 al 1991), cominciata con l'invasione sovietica nel 1940, poi nelle mani del Terzo Reich durante la guerra, e dal 1944 al 1991 nuovamente sotto l'oppressione del regime sovietico.
- Museo etnografico all'aperto. Questo museo, sito a circa dieci chilometri dal centro storico di Riga presso la riva del lago Jugla, si compone di circa 90 ricostruzioni di edifici rurali lettoni. Il museo è stato fondato nel 1924.[6]
- Art Museum Riga Bourse: fondato nel 1920, contiene collezioni d'arte di diversi periodi storici.
- Il museo nazionale delle belle arti presenta lo sviluppo dell'arte picturale nella regione baltica e in Lettonia dalla metà del XVIII secolo a oggi.

## Istituzioni, enti e associazioni

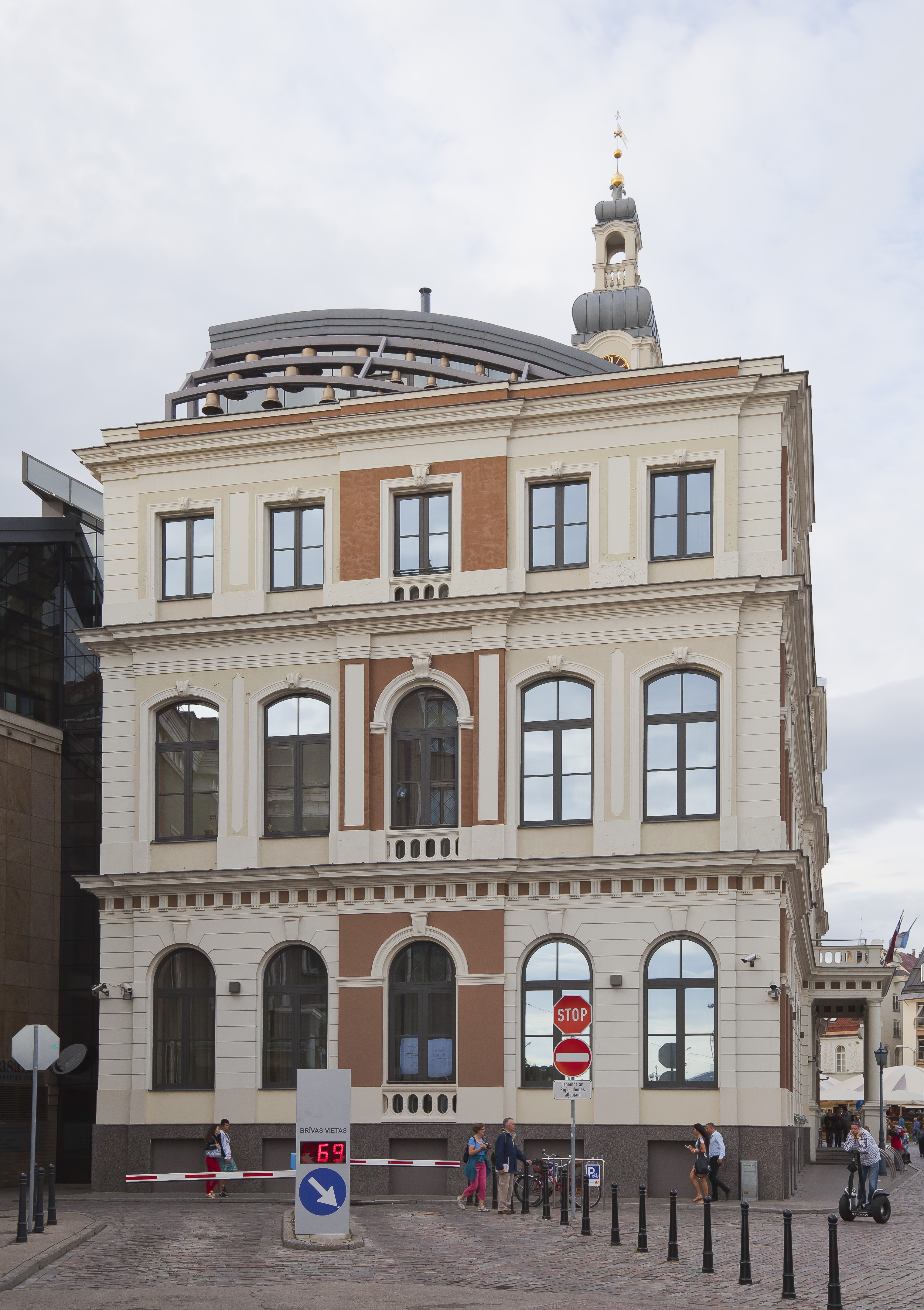
Municipio

Il Parlamento lettone, detto Saeima, ha sede a Riga, mentre il Castello di Riga è la residenza del Presidente della Lettonia.
Riga ospita numerosi istituti di istruzione superiore, tra cui l'Università di Lettonia, l'Università tecnica di Riga, l'Università Stradiņš di Riga (già Accademia di Medicina della Lettonia), l'Accademia lettone delle Scienze, la Scuola di Economia di Stoccolma e la biblioteca nazionale della Lettonia.

## Infrastrutture e trasporti

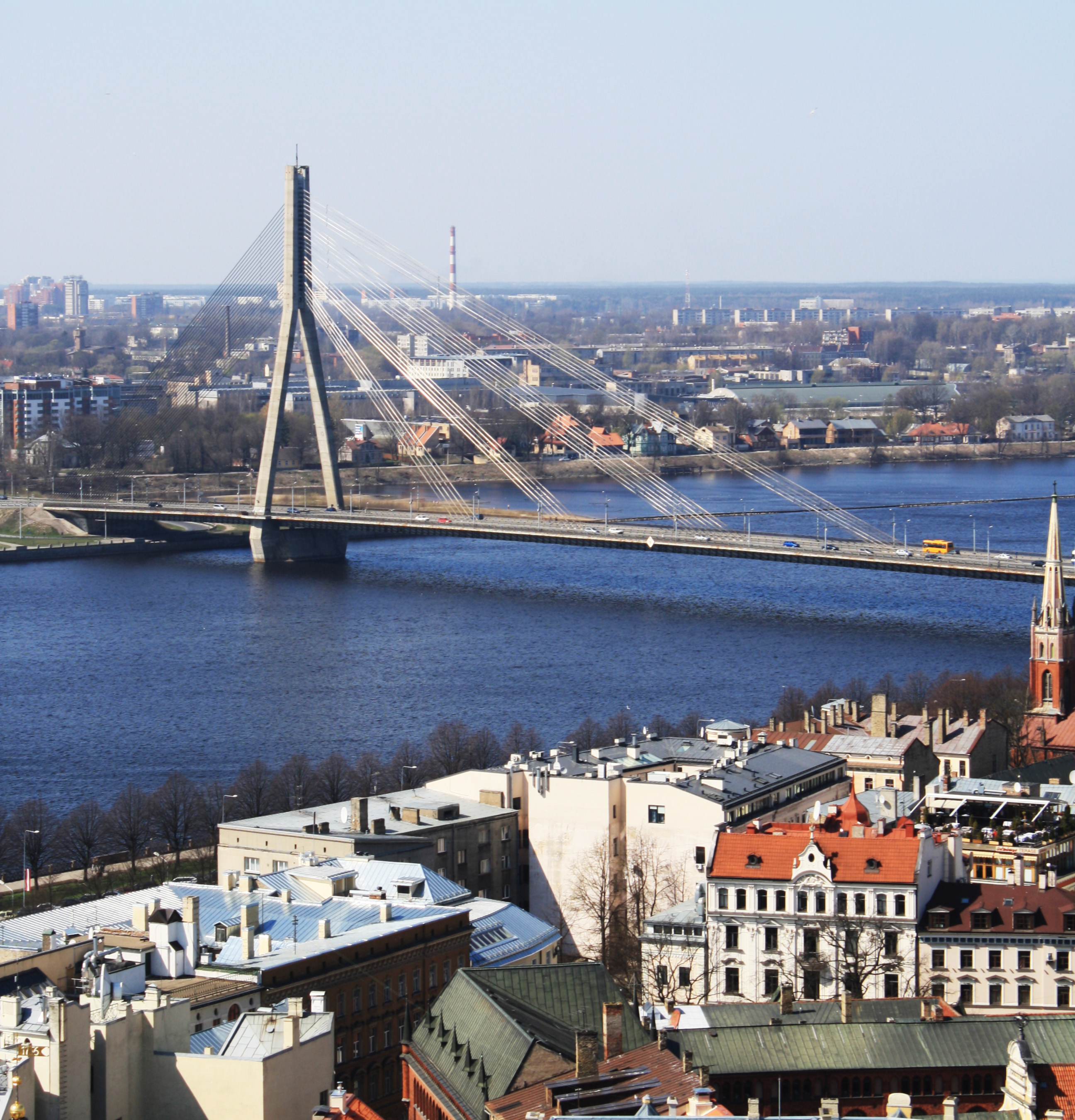
Veduta del ponte Vanšu, principale ponte della città sulla Daugava

Il trasporto pubblico cittadino è gestito dalla Rīgas Satiksme.
I viaggi per affari o per diporto a Riga sono aumentati notevolmente negli ultimi anni grazie al miglioramento delle infrastrutture commerciali e di trasporto. In quanto città portuale, Riga è un importante nodo di scambio, ed è il centro del sistema di trasporto stradale e ferroviario locale.

### Aeroporto
La maggior parte dei turisti arriva a Riga in aereo e atterra all'Aeroporto di Riga (codice IATA RIX), l'aeroporto più grande di tutti i paesi baltici, ammodernato alla fine del 2001, in occasione dell'800º anniversario della fondazione della città. Il traffico aereo è raddoppiato dal 1993 al 2004.

### Traghetti
I traghetti che navigano sul Baltico collegano Riga a Stoccolma, Kiel, Lubecca, Helsinki e Tallinn.

### Autobus
La stazione dei pullman si trova vicino alla stazione dei treni all'estremità sud della Città Vecchia. Collega Riga a tutte le principali città europee.

### Treno
La stazione dei treni si trova all'estremità sud della Città Vecchia.
All'esterno della Stazione si trova la stazione dei taxi.

### Autostrada
Riga è punto d'incrocio delle strade europee E22, E67 (che da Praga conduce a Tallinn e da lì a Helsinki costituendo il principale collegamento fra i paesi baltici) ed E77.

## Economia
Quasi tutte le più importanti istituzioni finanziarie si trovano a Riga, compresa la Banca di Lettonia, la banca centrale lettone.
L'interscambio con l'estero che passa attraverso Riga sta aumentando già da qualche anno, e ha ricevuto un nuovo impulso dal 1º maggio 2004 con l'entrata della Lettonia nell'Unione europea. A Riga si realizza quasi la metà dell'intera produzione industriale lettone, concentrata sul settore finanziario, servizi pubblici, comparto alimentare, farmaceutici, lavorazione del legno, stampa ed editoria, tessili, mobili, produzione di attrezzature per le comunicazioni. Il porto di Riga è un importante centro di spedizioni via cargo. Il grattacielo di Saules Akmens e il complesso delle Z-Towers, sede di importanti banche estere, testimoniano il rapidissimo sviluppo economico che Riga e la Lettonia hanno vissuto nei primi anni Duemila assieme agli altri Stati Baltici.

## Società

### Evoluzione demografica
| Anni | Popolazione |
| ---- | ----------- |
| 1767 | 19.600      |
| 1800 | 27.894      |
| 1840 | 60.000      |
| 1862 | 102.594     |
| 1881 | 169.329     |
| 1897 | 282.230     |
| 1913 | 517.522     |
| 1920 | ¹185.100    |
| 1925 | 337.629     |
| 1930 | 377.917     |
| 1935 | 385.063     |

| Anni | Popolazione |
| ---- | ----------- |
| 1940 | 353.800     |
| 1941 | 335.200     |
| 1945 | ²228.200    |
| 1950 | 482.300     |
| 1955 | 566.900     |
| 1959 | 580.423     |
| 1965 | 665.200     |
| 1970 | 731.800     |
| 1975 | 795.600     |
| 1979 | 835.500     |
| 1987 | 900.300     |

| Anno | Popolazione |
| ---- | ----------- |
| 1989 | 910.445     |
| 1990 | 909.135     |
| 1991 | 900.455     |
| 1992 | 889.741     |
| 1993 | 863.657     |
| 1994 | 843.552     |
| 1995 | 824.988     |
| 1996 | 810.172     |
| 1997 | 797.947     |
| 1998 | 786.612     |
| 1999 | 776.008     |

| Anni | Popolazione |
| ---- | ----------- |
| 2000 | 764.329     |
| 2001 | 756.627     |
| 2002 | 747.157     |
| 2003 | 739.232     |
| 2004 | 735.241     |
| 2005 | 731.762     |
| 2006 | 727.578     |
| 2007 | 722.485     |
| 2008 | 719.613     |
| 2010 | 709.145     |
| 2020 | 627.487     |
| 2021 | 719.596     |
| 2022 | 712.620     |
| 2023 | 705.996     |

Riga è la più grande città dei paesi baltici. Nel 2010 la popolazione era di 709.145 abitanti, scesa a 627.487 nel 2020 secondo l'Ufficio Centrale di Statistica della Lituania. A Riga i lettoni rappresentano il 42,3% della popolazione, russi 41,0% , bielorussi 4,2% , ucraini 3,9% , polacchi 2% , altre nazionalità 5,8%.
Per fare un confronto, nell'intera Lettonia gli abitanti sono così composti: 59,4% lettoni, 27,6% russi, 3,6% bielorussi, 2,5% ucraini, 2,3% polacchi, 1,3% lituani, 0,2% tedeschi, 0,1% estoni e 3,0% di altre nazionalità (dati del 2010).
Di seguito è ripartita la suddivisione linguistica degli abitanti di Riga dal 1860 al 1930:
| Lingua         | 1867            | 1881            | 1897             | 1913             | 1930              |
| -------------- | --------------- | --------------- | ---------------- | ---------------- | ----------------- |
| Tedesco        | 43.980 (42,9 %) | 66.775 (39,4 %) | 65.332 (25,5 %)  | 78.656 (16,7 %)  | 44.105 (11,67 %)  |
| Lettone        | 24.199 (23,6 %) | 49.974 (29,5 %) | 106.541 (41,6 %) | 187.135 (39,6 %) | 227.842 (60,29 %) |
| Russo          | 25.772 (25,1 %) | 31.976 (18,9 %) | 43.338 (16,9 %)  | 99.985 (21,2 %)  | 29.696 ( 7,86 %)  |
| Yiddish        | 5.254 ( 5,1 %)  | 14.222 ( 8,4 %) | 16.521 ( 6,5 %)  | 21.231 ( 4,5 %)  | 42.328 (11,20 %)  |
| Estone         | 872 ( 0,9 %)    | 1.565 ( 0,9 %)  | 3.532 ( 1,4 %)   | 6.721 ( 1,4 %)   | 2.443 ( 0,65 %)   |
| Polacco        | …               | …               | 12.869 ( 5,0 %)  | 35.621 ( 7,5 %)  | 16.574 ( 4,39 %)  |
| Lituano        | …               | …               | 5.853 ( 2,3 %)   | 25.824 ( 5,5 %)  | 6.817 ( 1,80 %)   |
| Altre          | 2.513 ( 2,4 %)  | 4.048 ( 2,4 %)  | 1.772 ( 0,7 %)   | 16.895 ( 3,6 %)  | 8.112 ( 2,14 %)   |
| non dichiarata | …               | 769 ( 0,5 %)    | 130 ( 0,1 %)     | …                | …                 |
| Totale         | 102.590 (100 %) | 169.329 (100 %) | 255.879 (100 %)  | 472.068 (100 %)  | 377.917 (100 %)   |

1. ↑   Il dato del 1881 include anche sia i polacchi sia i lituani

### Religione
La maggior parte dei lettoni è protestante di fede evangelica luterana, mentre i russi appartengono soprattutto alla Chiesa ortodossa russa. I cattolici facenti capo all'arcidiocesi di Riga sono circa il 15% della popolazione. La comunità ebraica di Riga, pur fortemente ridottasi in seguito all'Olocausto, è oggi la più grande dei Paesi Baltici, con circa 8.000 persone.

## Geografia antropica

### Suddivisioni amministrative
Riga è divisa in sei unità amministrative:
- Distretto centrale (3 km²)
- Kurzeme (79 km²)
- Zemgale (41 km²)
- Distretto settentrionale (77 km²)
- Vidzeme (57 km²)
- Latgale (50 km²)

## Quartieri della città
1. Bolderāja
2. Daugavgrīva
3. Dzirciems
4. Iļģuciems
5. Imanta
6. Kleisti
7. Ķīpsala
8. Rītabuļļi
9. Spilve
10. Voleri
11. Zasulauks
12. Āgenskalns
13. Atgāzene
14. Beberbeķi
15. Bieriņi
16. Bišumuiža
17. Katlakalns
18. Mūkupurvs
19. Pleskodāle
20. Salas
21. Šampēteris
22. Torņakalns
23. Ziepniekkalns
24. Zolitūde
25. Čiekurkalns
26. Jaunciems
27. Kundziņsala
28. Mangaļsala
29. Mežaparks
30. Mīlgrāvis
31. Pētersala-Andrejsala
32. Sarkandaugava
33. Trīsciems
34. Vecāķi
35. Vecdaugava
36. Vecmīlgrāvis
37. Vecpilsēta
38. Centrs
39. Berģi
40. Brasa
41. Brekši
42. Bukulti
43. Dreiliņi
44. Jugla
45. Mežciems
46. Purvciems
47. Skanste
48. Suži
49. Teika
50. Avotu iela
51. Dārzciems
52. Dārziņi
53. Grīziņkalns
54. Ķengarags
55. Maskavas forštate
56. Pļavnieki
57. Rumbula
58. Šķirotava

## Amministrazione

### Gemellaggi
Riga è gemellata con:
- Aalborg, dal 1989
- Firenze
- Slough
- Almaty
- Alicante
- Calais
- Amsterdam
- Cairns
- Dunkerque, dal 1960
- Astana
- Kiev
- Bordeaux
- Kōbe
- Brema
- Mosca
- Dallas
- Minsk
- Norrköping
- Pechino
- Pori
- Rostock
- San Pietroburgo
- Santiago del Cile
- Stoccolma
- Suzhou
- Taipei, dal 2001
- Tallinn
- Vilnius
- Varsavia
- Guam

## Sport

### Calcio
Dopo il fallimento dello Skonto Riga, le squadre principali della città sono il Riga Football Club, il Futbola klubs RFS e il Futbola Skola Metta.

### Hockey su ghiaccio
La squadra principale è la Dinamo Riga, iscritta alla Kontinental Hockey League. Nel 2006 e nel 2021 la città ha ospitato il campionato mondiale di hockey su ghiaccio.

## Galleria d'immagini

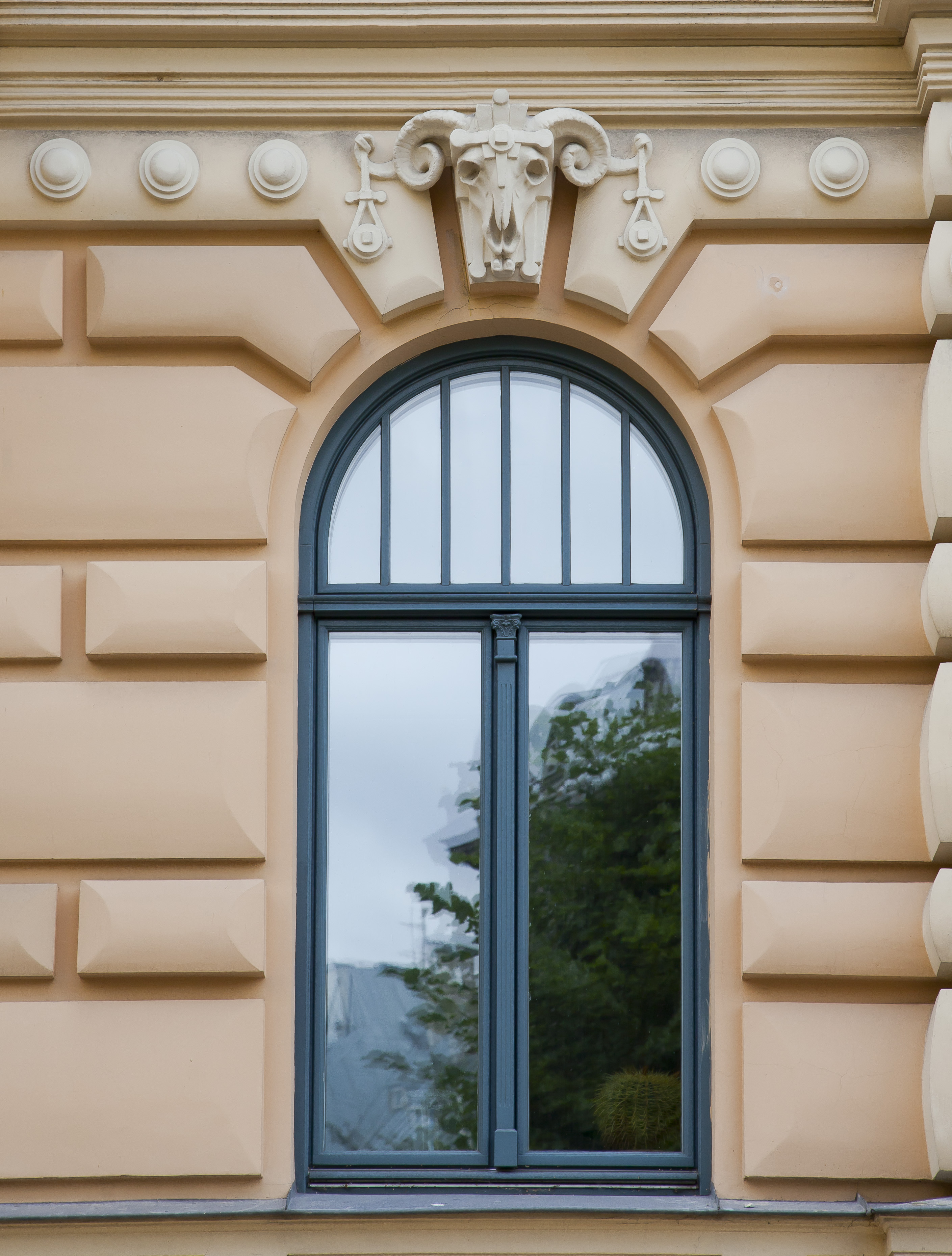
Art Nouveau a Riga
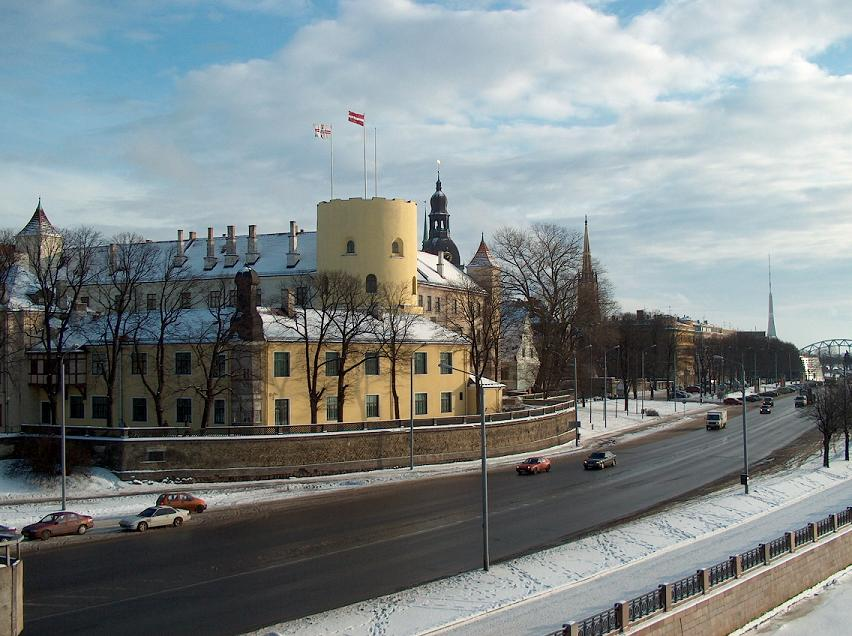
Castello di Riga
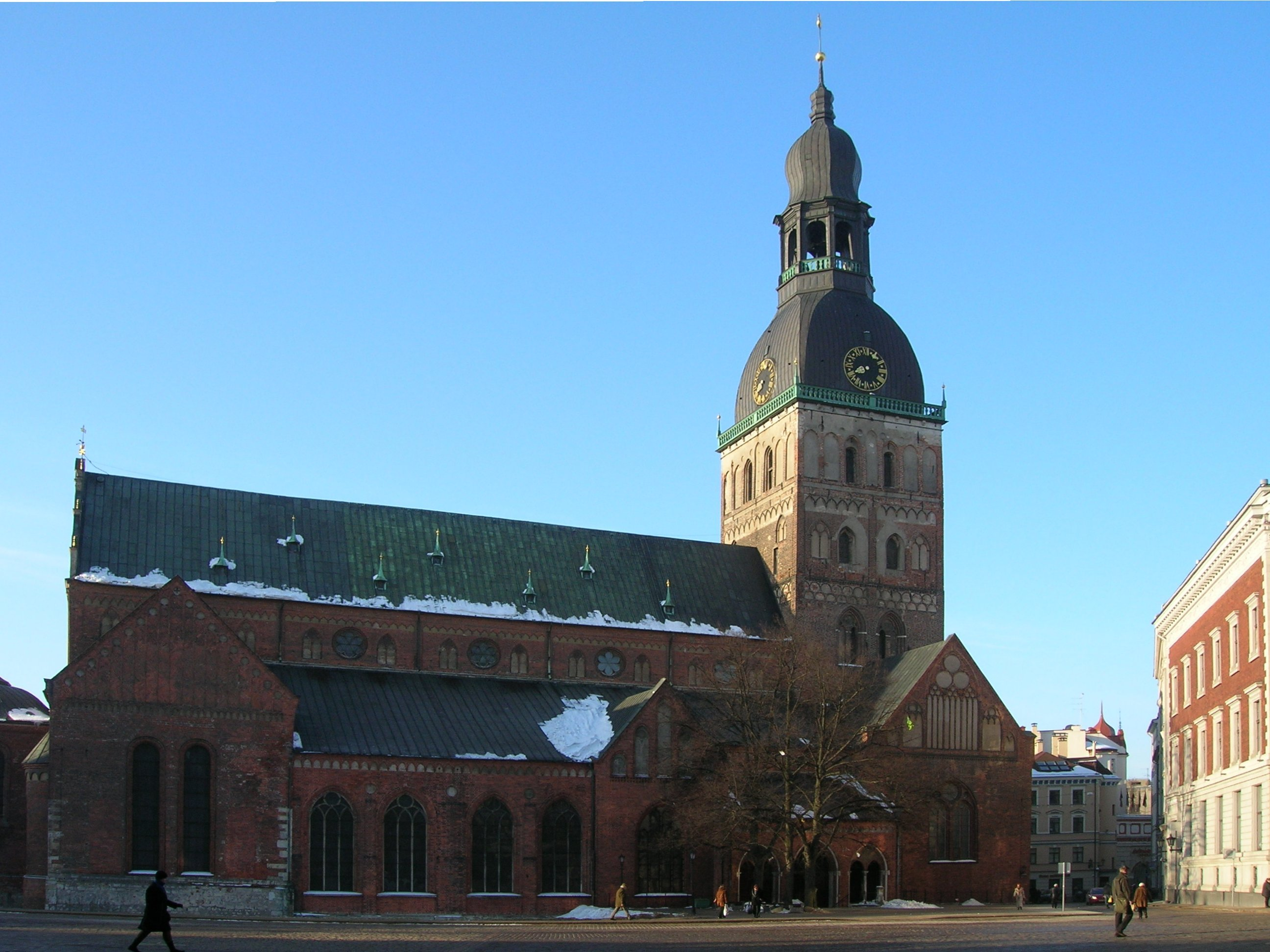
Cattedrale di Riga
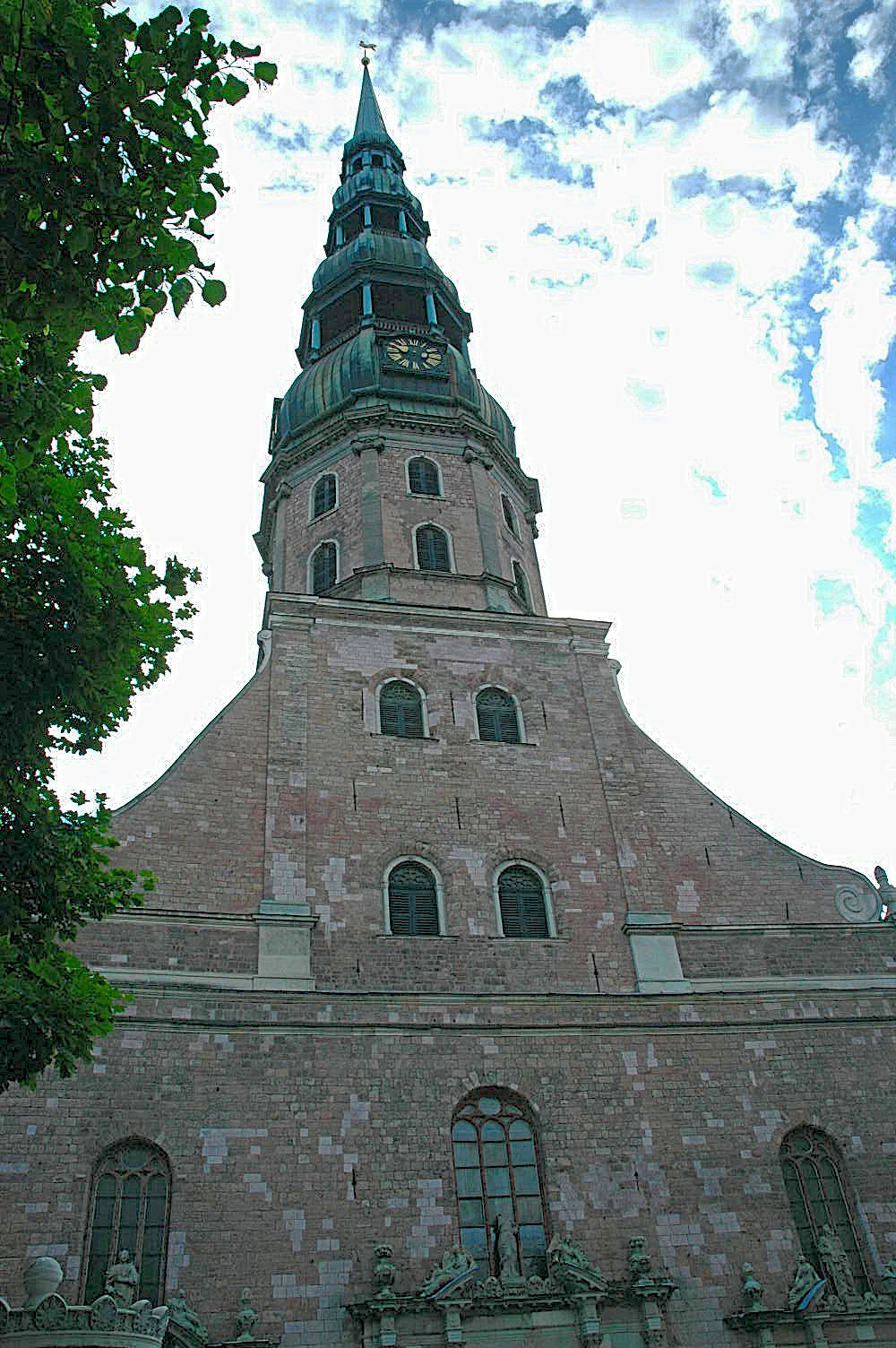
Chiesa di San Pietro
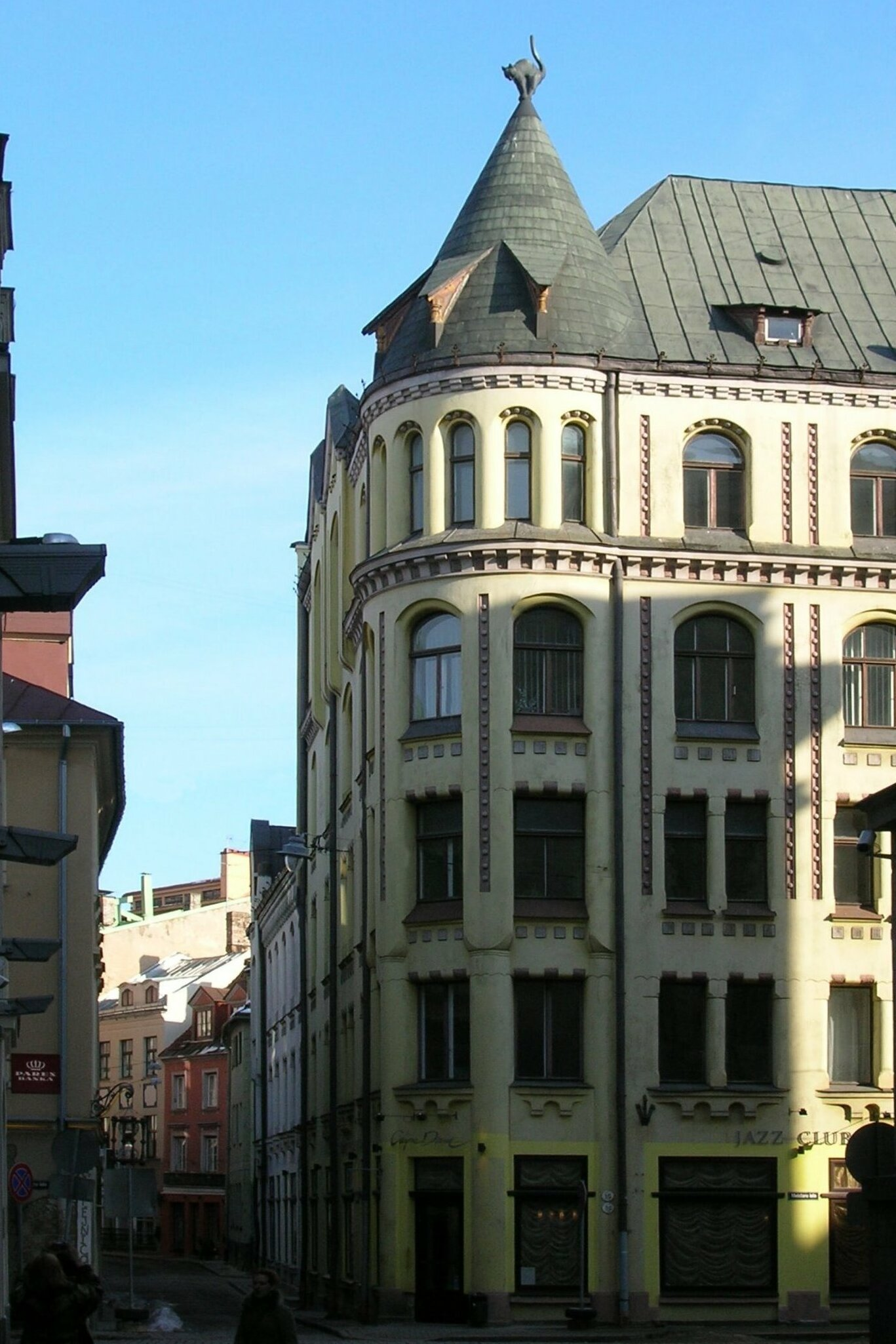
Casa del Gatto
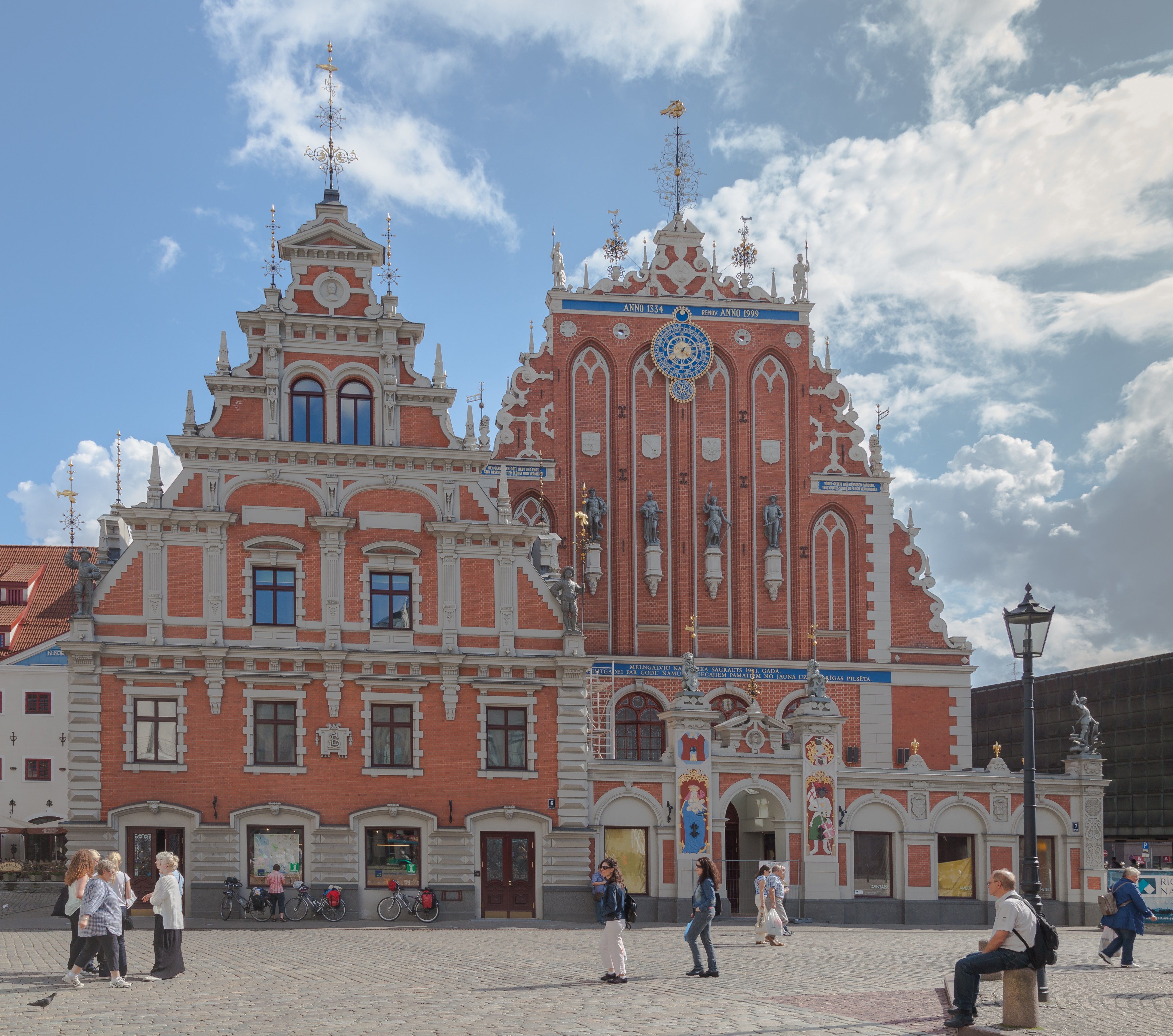
Casa delle Teste Nere
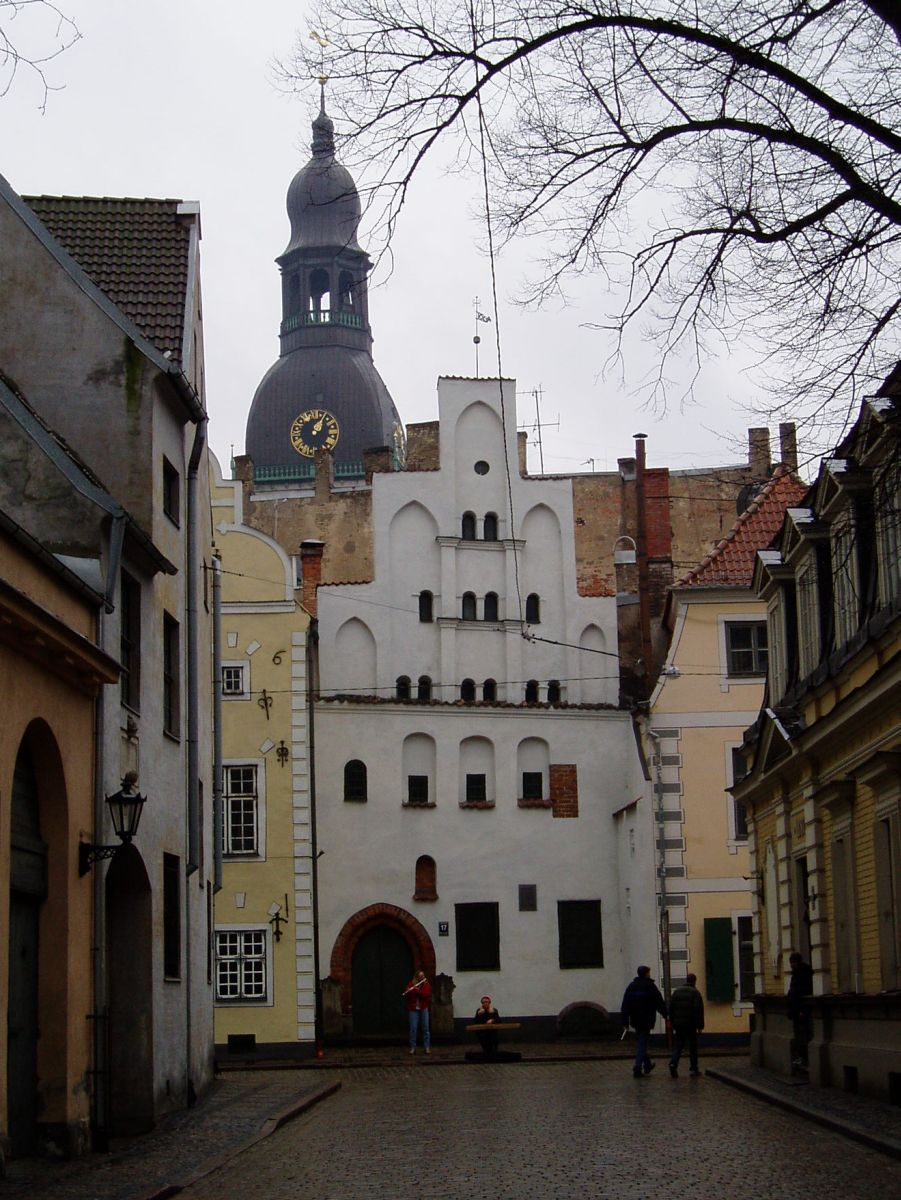
Tre fratelli
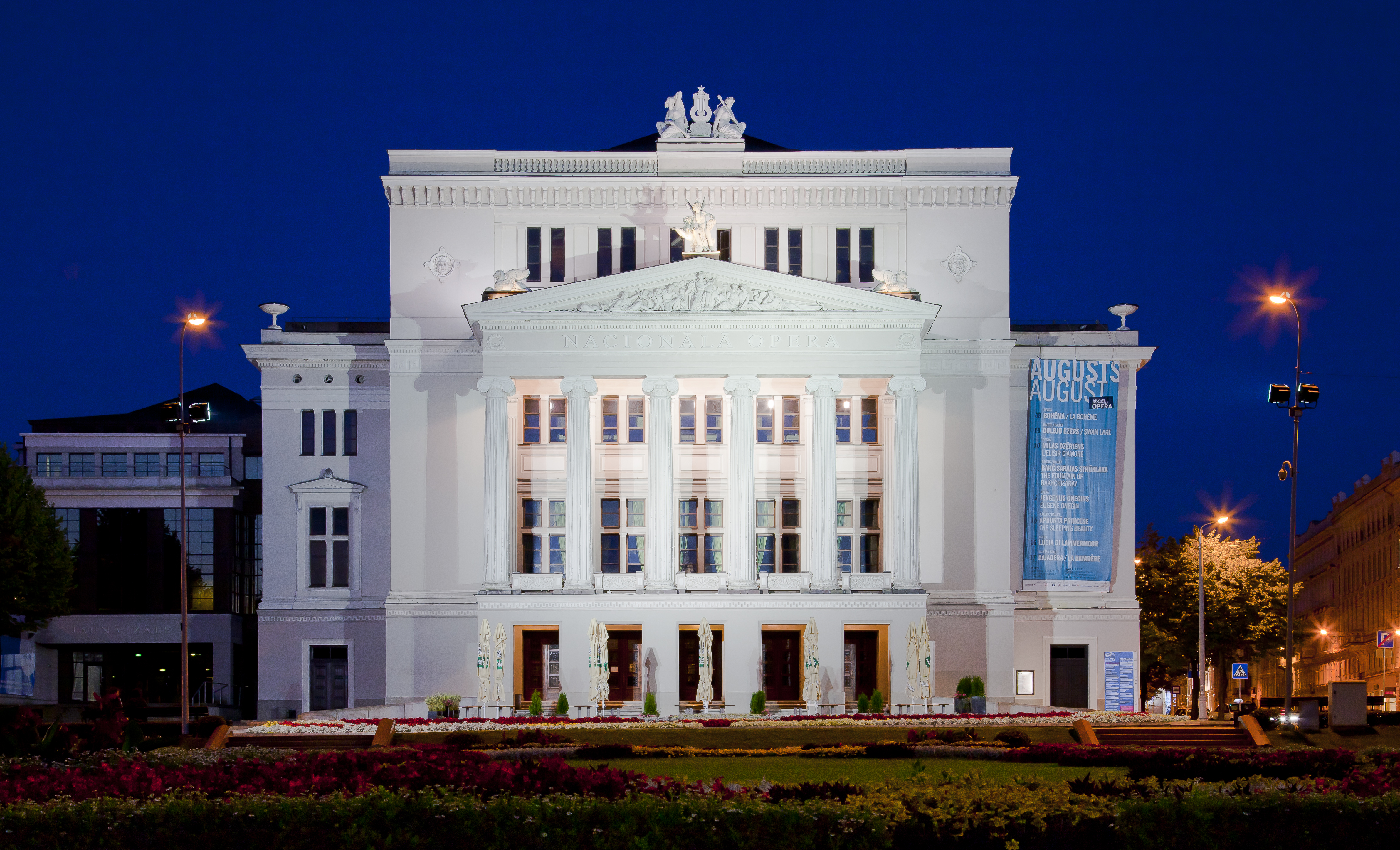
Opera Nazionale Lettone
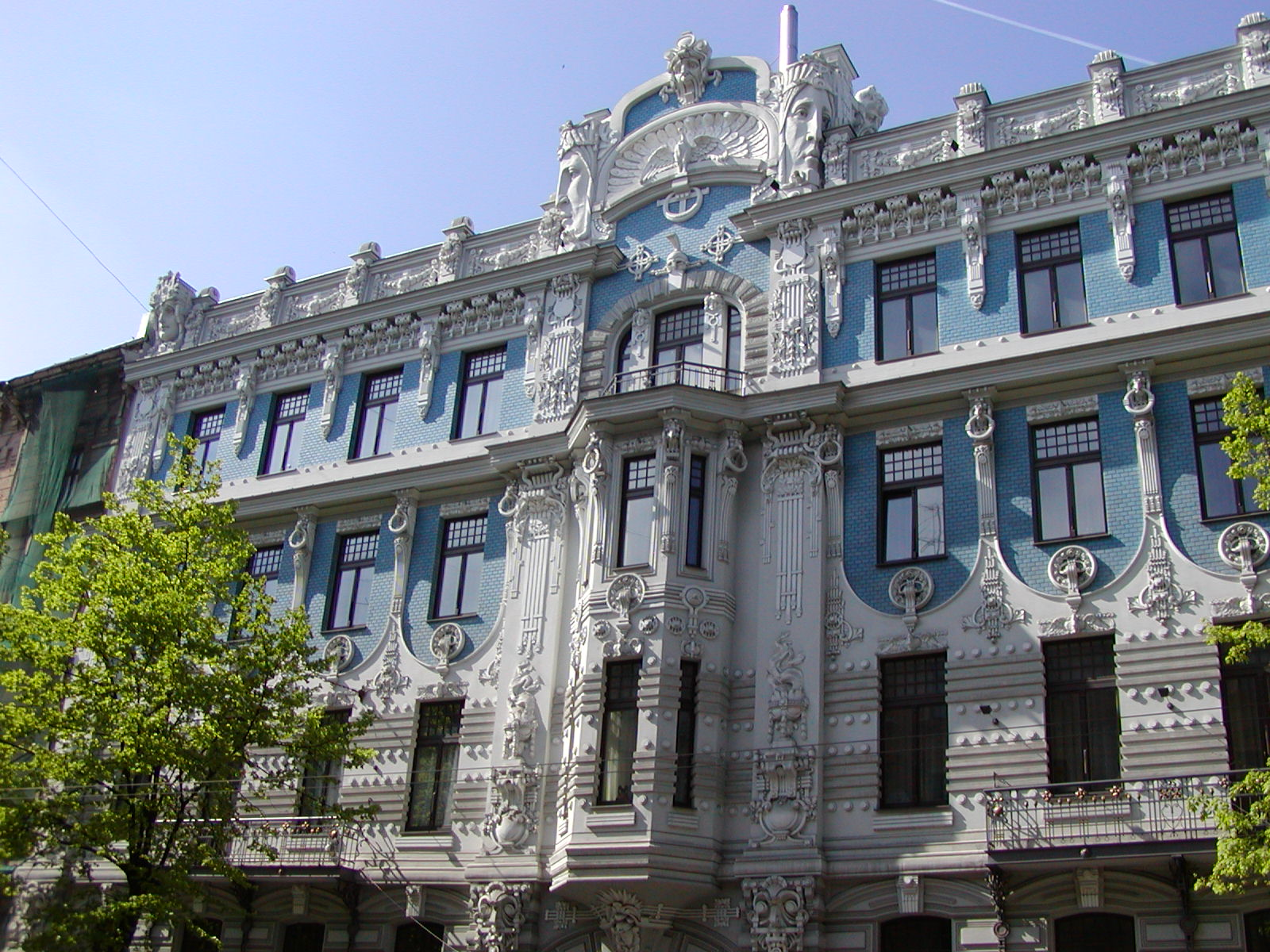
Case liberty intorno ad Alberta iela
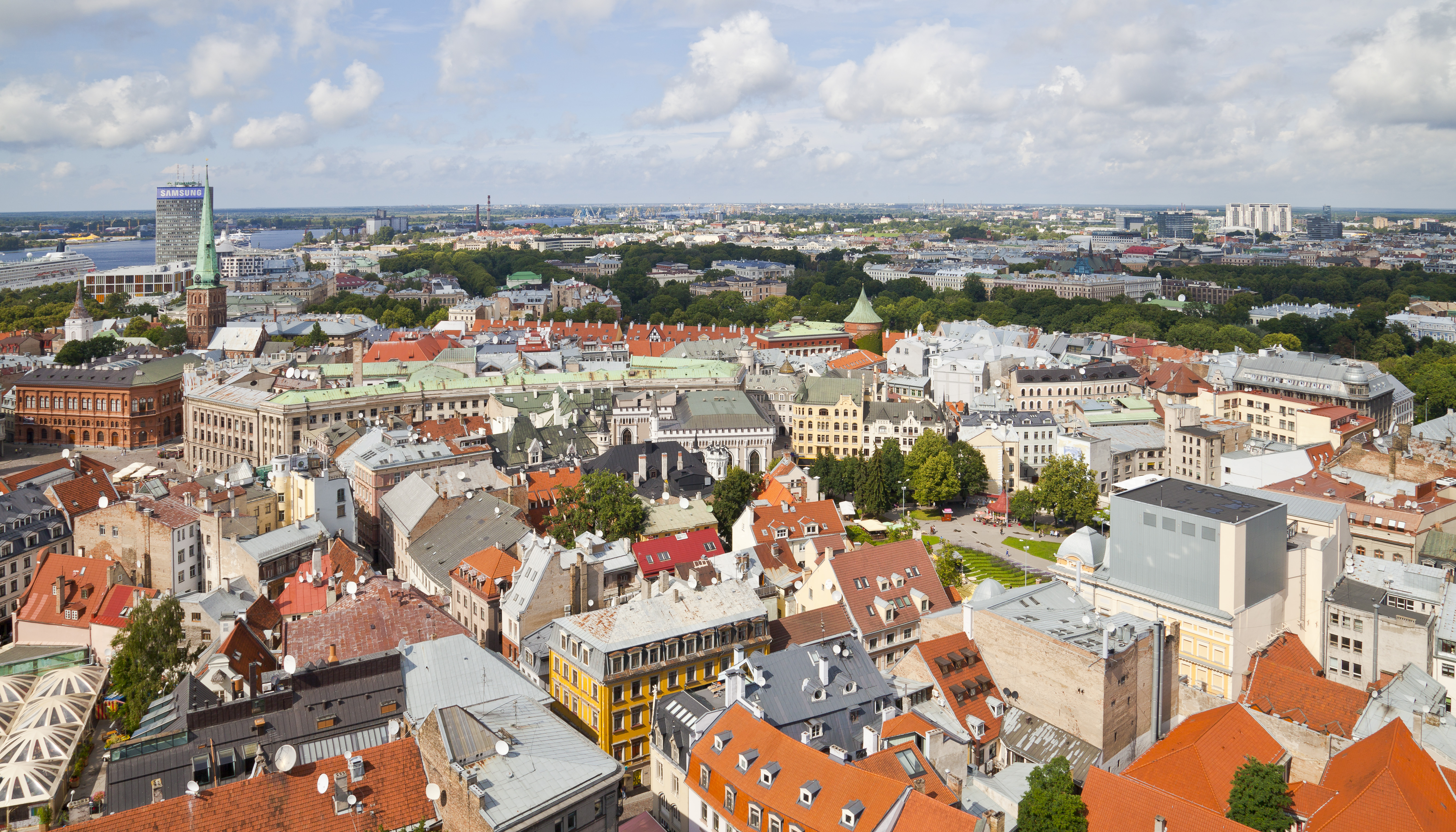
Zona medioevale di San Pietro
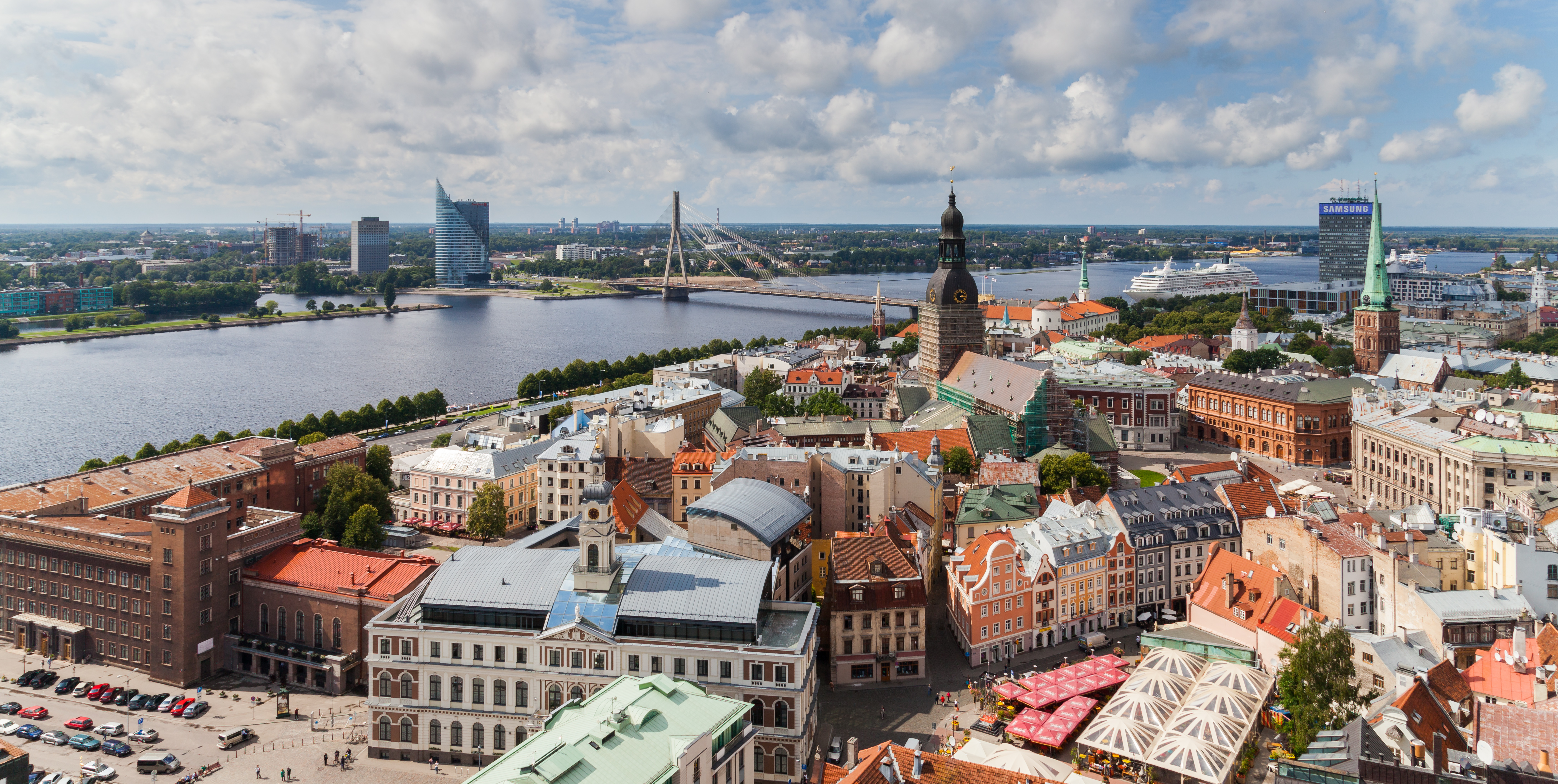
Panoramica di Riga
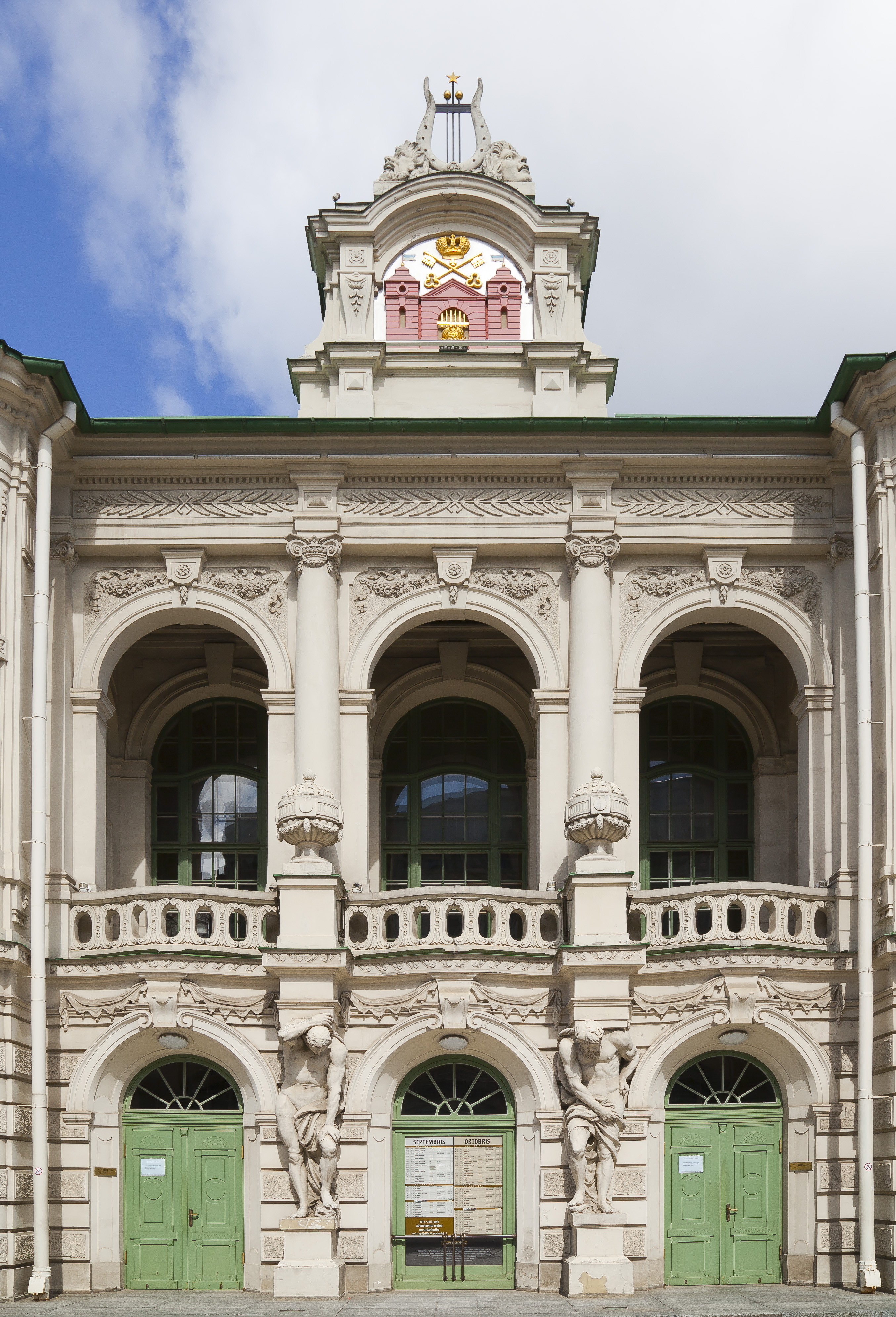
Teatro nazionale
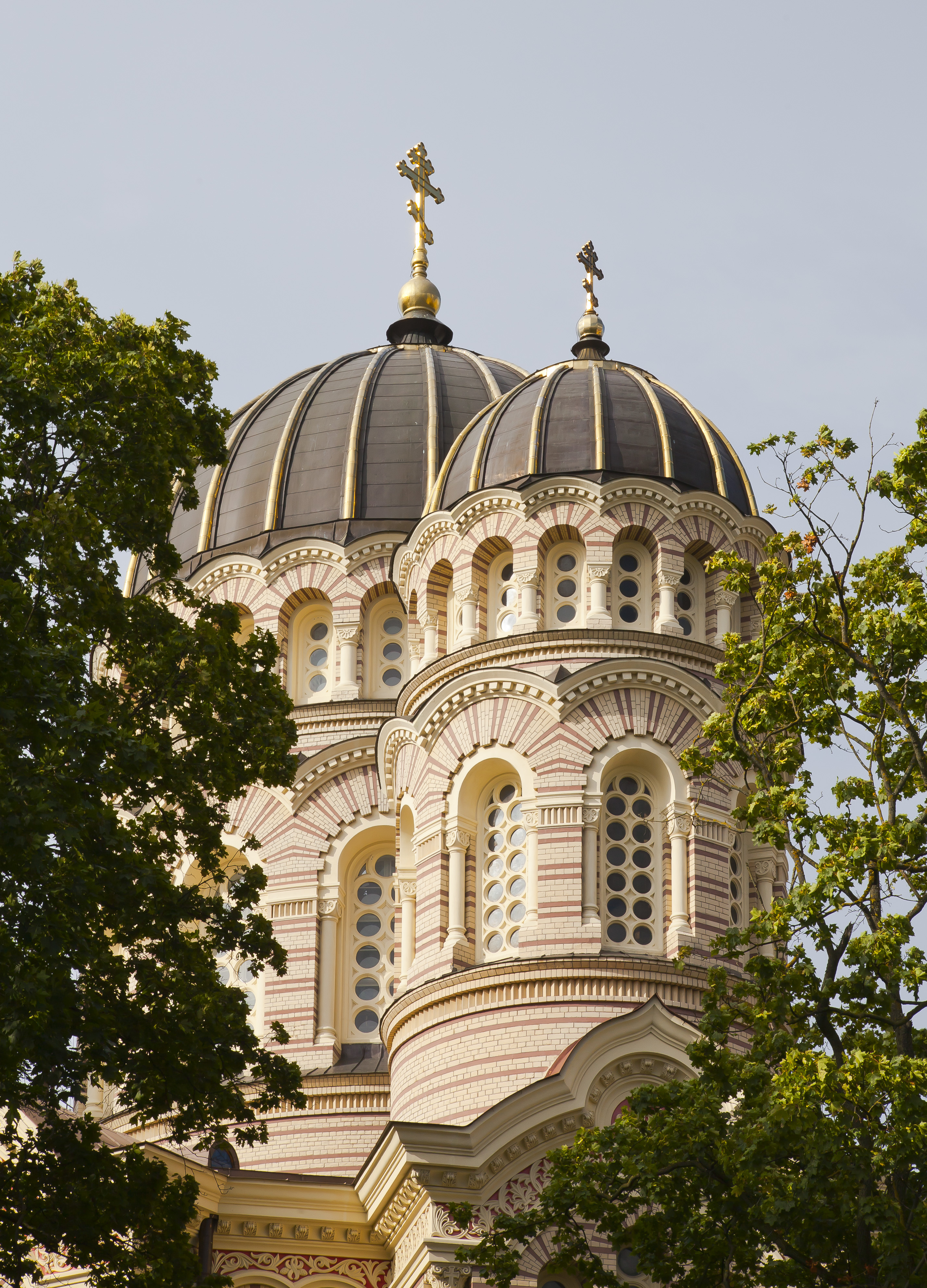
Cattedrale della Natività di Cristo
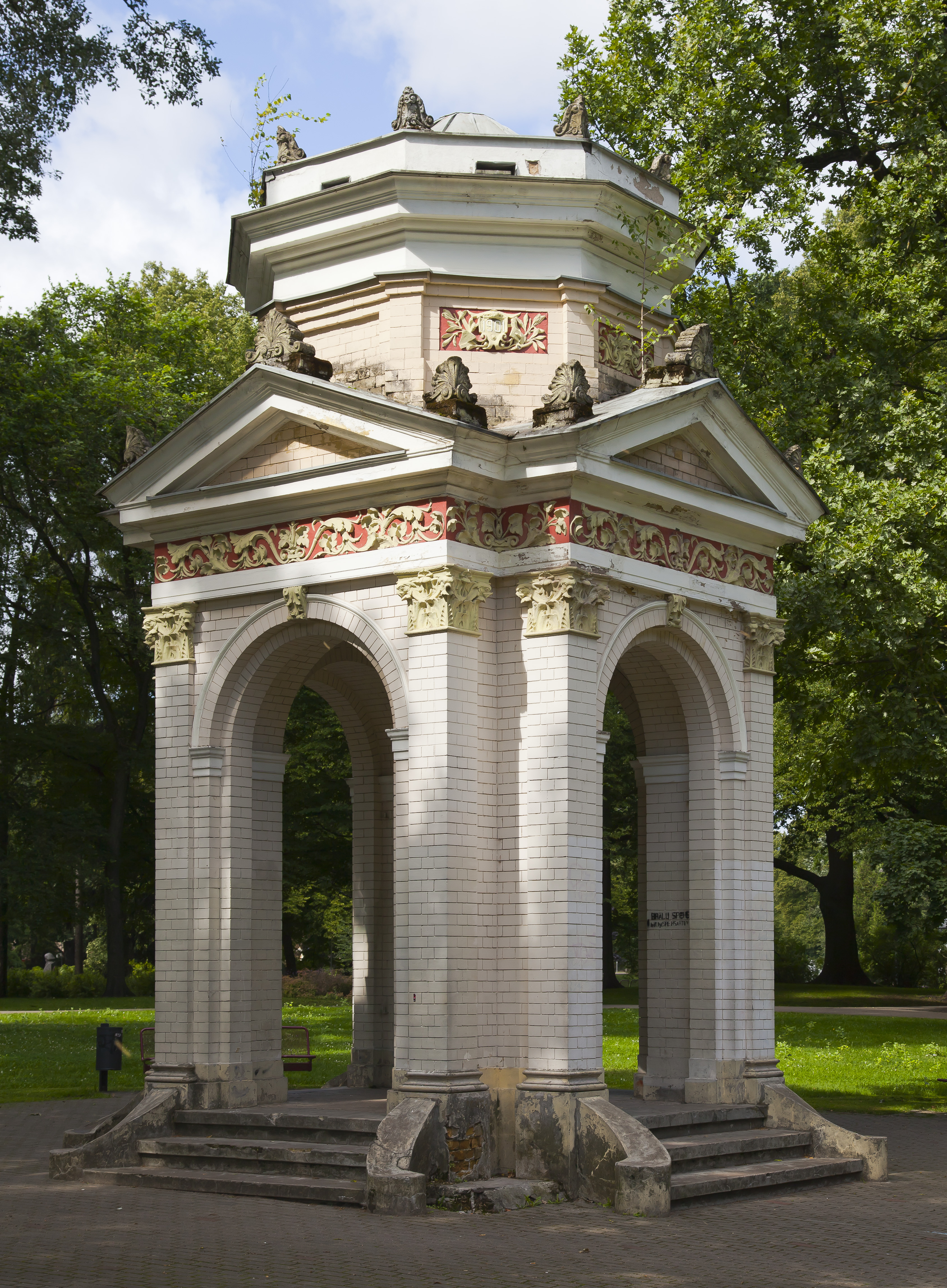
Parco Kekava
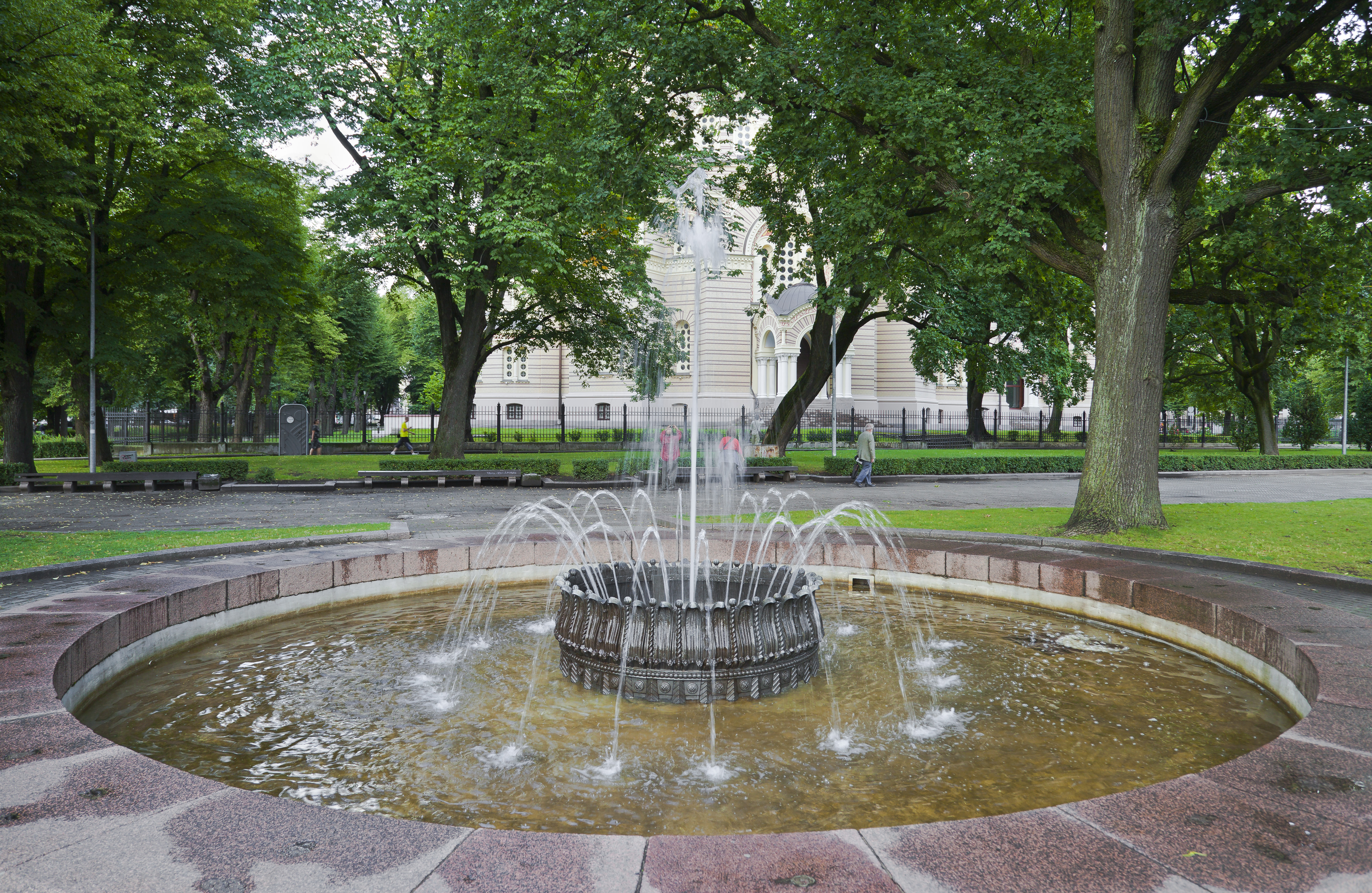
Parco Kekava
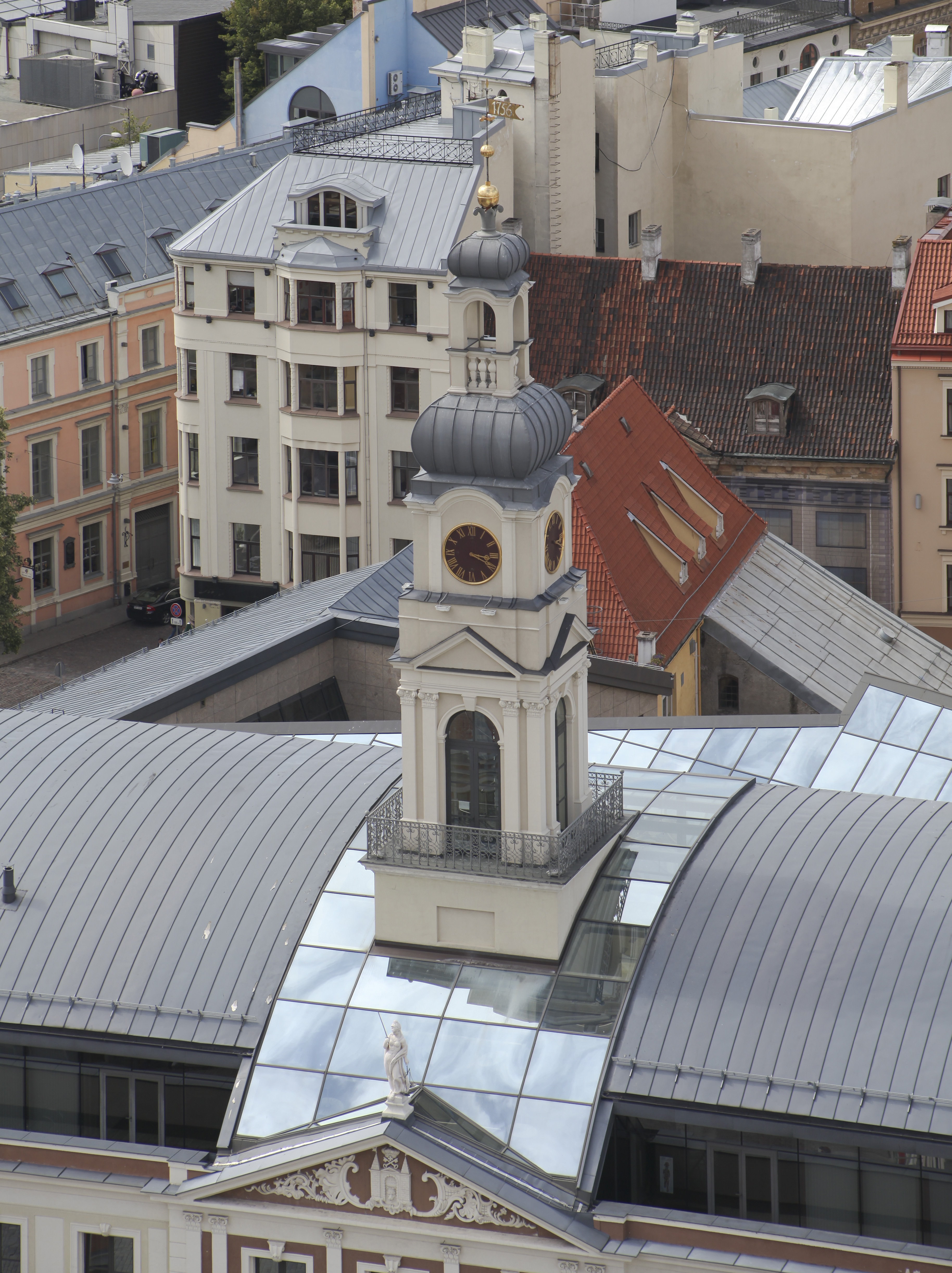
Municipio
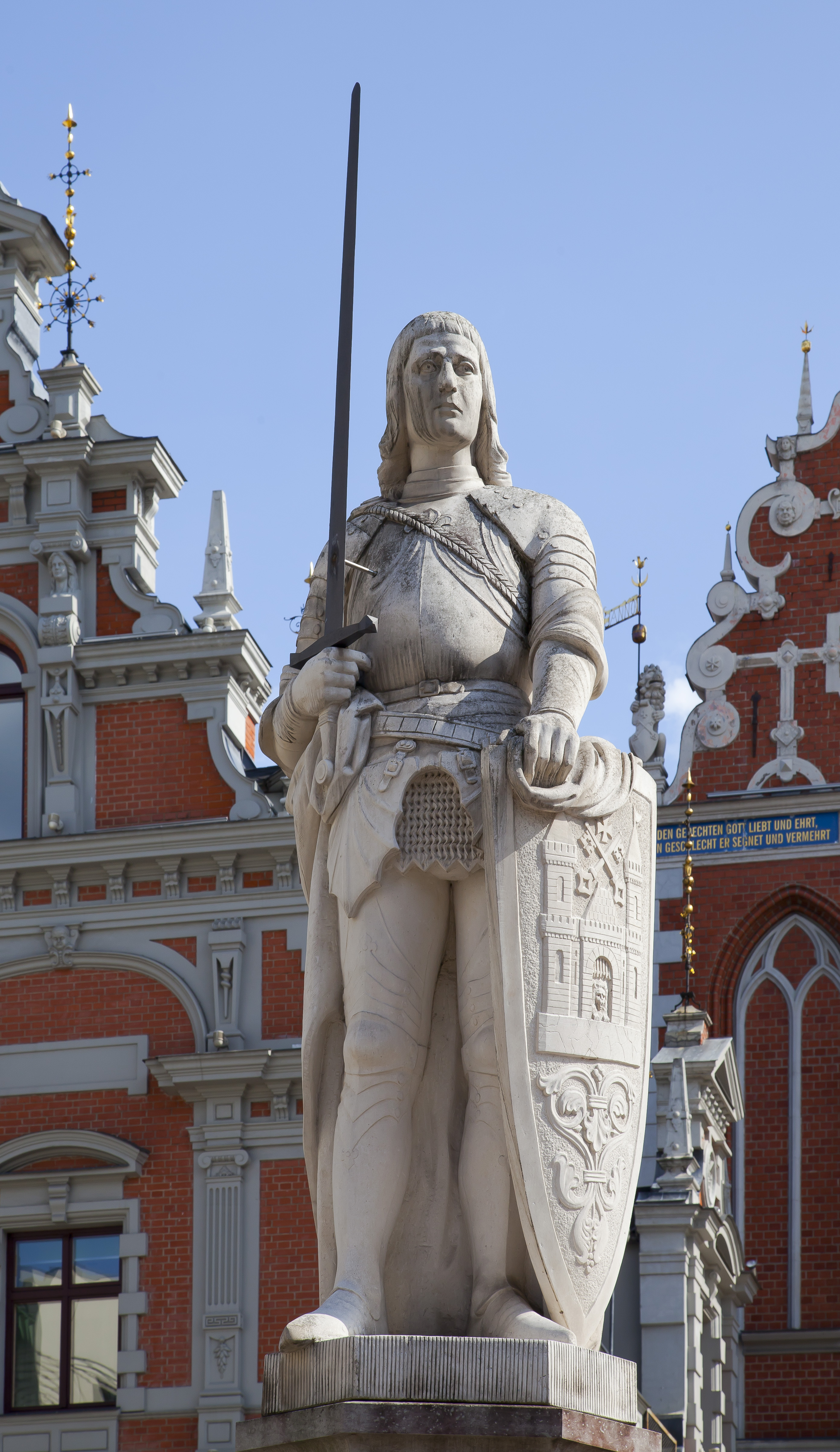
Statua di San Ronaldo
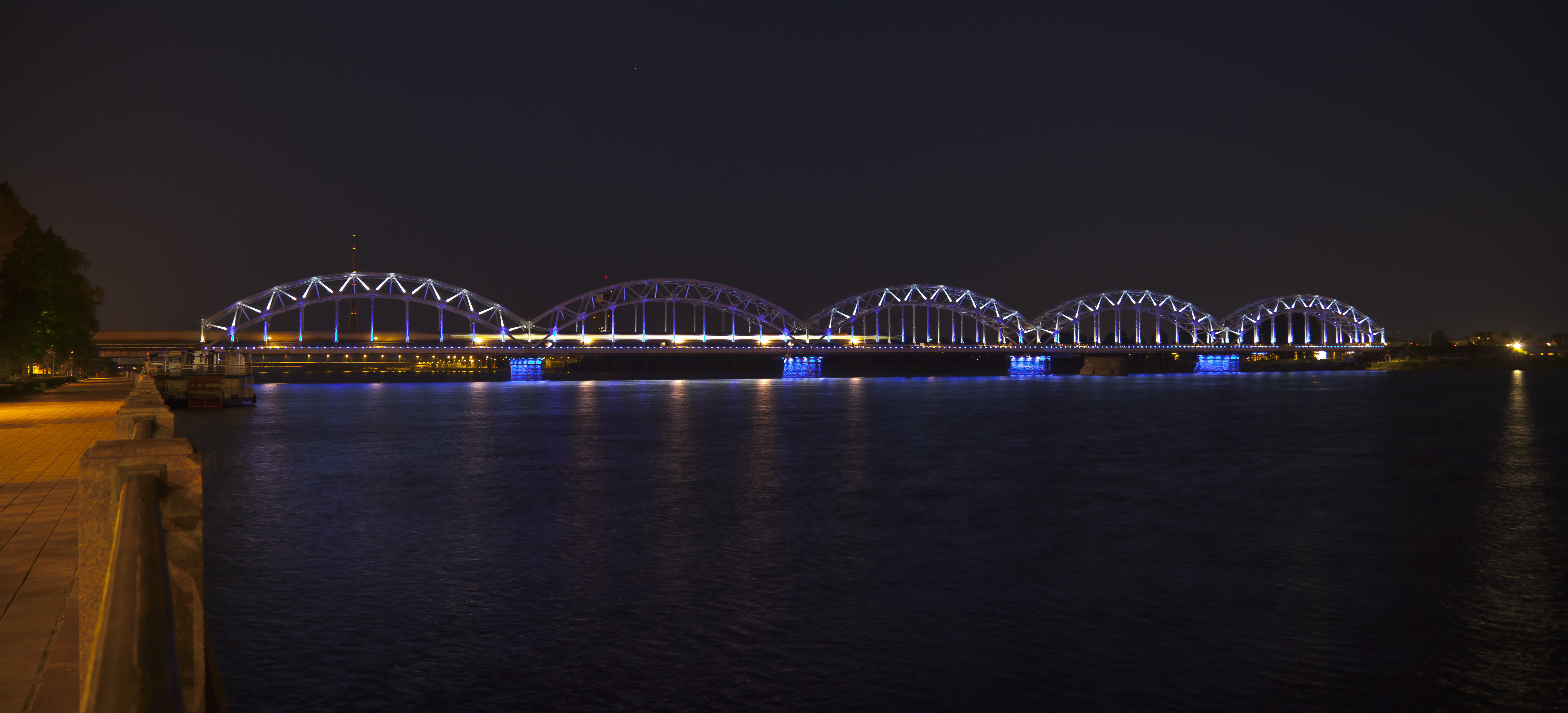
Ponte ferroviario
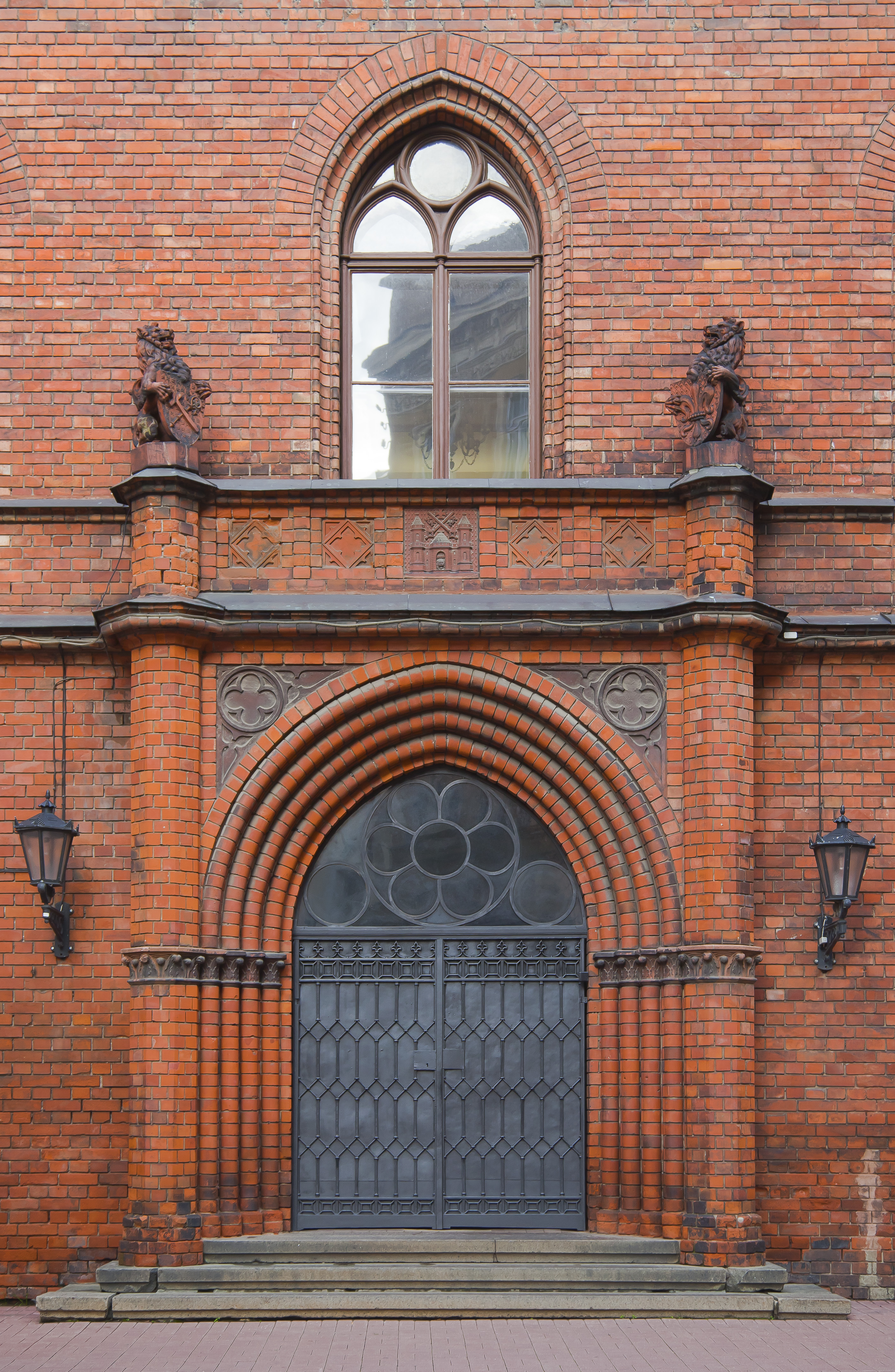
Museo di storia e navigazione